# Jan Koblasa
Jan Koblasa (5. října 1932 Tábor – 3. října 2017 Hamburg) byl český sochař, malíř, grafik, scénograf, básník a hudebník, žijící od roku 1968 v zahraničí. V letech 1969–1998 profesor a poté emeritní profesor sochařství na Muthesius Kunsthochschule v Kielu, kde ovlivnil mladou generaci sochařů.

## Život

### Středoškolská studia
Jan Koblasa se narodil v Táboře v rodině profesionálního hudebníka. Jeho matka byla dentistkou, později novinářkou. 

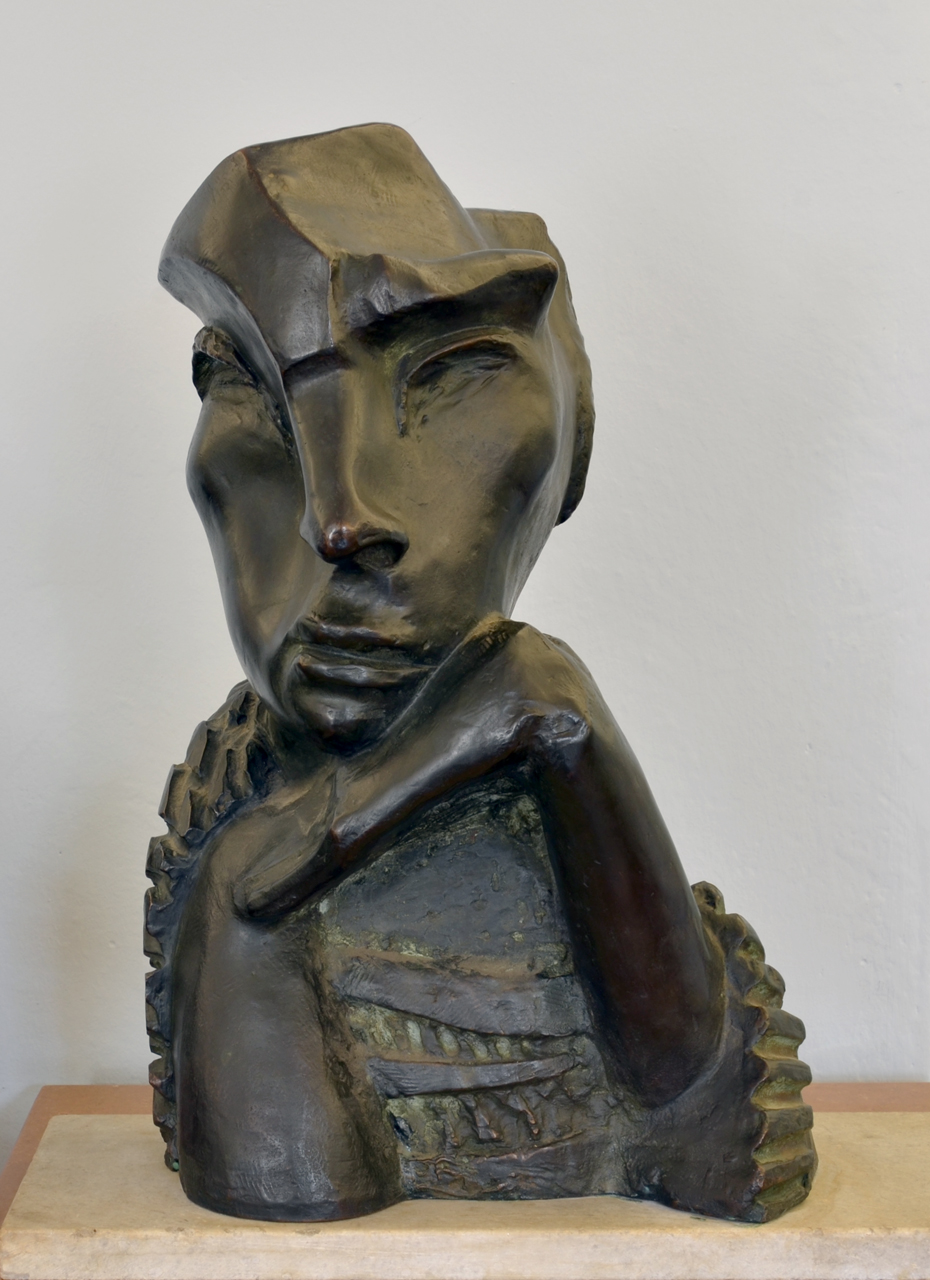
Nuda (1952)

V dětství ho zajímal skauting a příroda, proto se na klasické gymnasium přihlásil původně s úmyslem stát se biologem (prof. Šebor). Studovat začal během války, brzy však převážily jiné zájmy – zejména literatura, hudba a zpěv, divadlo a výtvarné umění. Otec po návratu z totálního nasazení dostal nabídku stát se členem nově založeného symfonického orchestru v Teplicích a rodina se tam odstěhovala na konci roku 1945. Zde Jan Koblasa pokračoval ve studiu, navštěvoval LŠU a divadelní a výtvarný kroužek na gymnasiu.

Od 16 let zpíval nejprve ve sboru, studoval klasický zpěv a později účinkoval již jako sólista s tanečním orchestrem a v chrámovém sboru. Po prvním místě v sólovém zpěvu r. 1951 na soutěži mladých umělců získal první místo i jako sólový zpěvák na krajské soutěži roku 1952 a zároveň možnost zpívat v teplické opeře. Od školních let si Jan Koblasa vedl deníky, kam kromě osobních záznamů zapsal i své první literární pokusy. Se spolužáky na gymnasiu (Karel Trinkewitz, Dušan Třeštík, Petr Steiner, ad.), kteří se stejně jako on zajímali o filosofii a zakázanou literaturu založil klub (KSB) a vydávali vlastní časopis.

V roce 1950 přestoupil z osmiletého humanistického na pedagogické gymnasium, kde měl možnost pokračovat v sochařském školení díky podpoře Karla Švarce (žák K. Lidického) a také v ateliéru teplického sochaře Lahody. Po složení maturity v roce 1952 se přihlásil ke studiu na AVU v Praze, úspěšně složil talentové zkoušky a navzdory nepříznivým kádrovým posudkům a chybějícímu doporučení školy byl přijat ke studiu.

### Akademie výtvarných umění v Praze, DAMU
Ateliér profesora Laudy na AVU, kam Jan Koblasa nastoupil v roce 1952, měl vychovat příští tvůrce režimních socialistických pomníků. Atmosféru školy utužovalo špiclování komunistických studentů, intenzivní výuka marxismu, dějin VKSB (Všesvazové komunistické strany bolševiků) a pravidelná vojenská příprava. Pod stálou hrozbou pracovního nasazení v továrně nebo zemědělství byl diplom jedinou cestou ke svobodnému povolání.

V říjnu 1953 se Janu Koblasovi podařilo přestoupit do ateliéru Otakara Španiela, kde panovala poněkud liberálnější atmosféra, ale po smrti prof. Španiela v roce 1954 byl nucen školu dokončit v ateliéru prof. Karla Pokorného.

Stal se pravidelným návštěvníkem koncertů soudobé vážné hudby, přednášek existencialistického klubu, promítání filmů na FAMU, aktivně hledal informace o soudobém světovém výtvarném umění a skládal libreta k baletům. V roce 1954 se svými spolužáky (Karel Nepraš, Bedřich Dlouhý, František Mertl, Theodor Pištěk, Ladislav Placatka), studenty HAMU (Jan Klusák, Jan Bedřich, Rudolf Komorous) a herci (Luděk Munzar, Jiří Sehnal, Ladislav Fialka, Eva Klepáčová) uspořádali dadaistický večírek Malmuzherciáda v klubu Unitářů (Londýnská 30, Vinohrady). V následujícím roce někteří z nich založili pánský klub a začali se pravidelně scházet. Tvorba Jana Koblasy získávala mezitím různá ocenění (1956, školní cena za portrét Marie, cena za nejlepší baletní libreto roku). Pozvání ke studiu v Berlíně (prof. Seitz) vedení školy zamítlo. Soustavně se zabýval sochařským portrétem, v soukromí maloval a kreslil, psal poezii, tiskl grafické listy a monotypy.

(JK:“padesátý sedmý rok začal spleenem přecházejícím v chandru a nato v docela sprostou depresi“.)

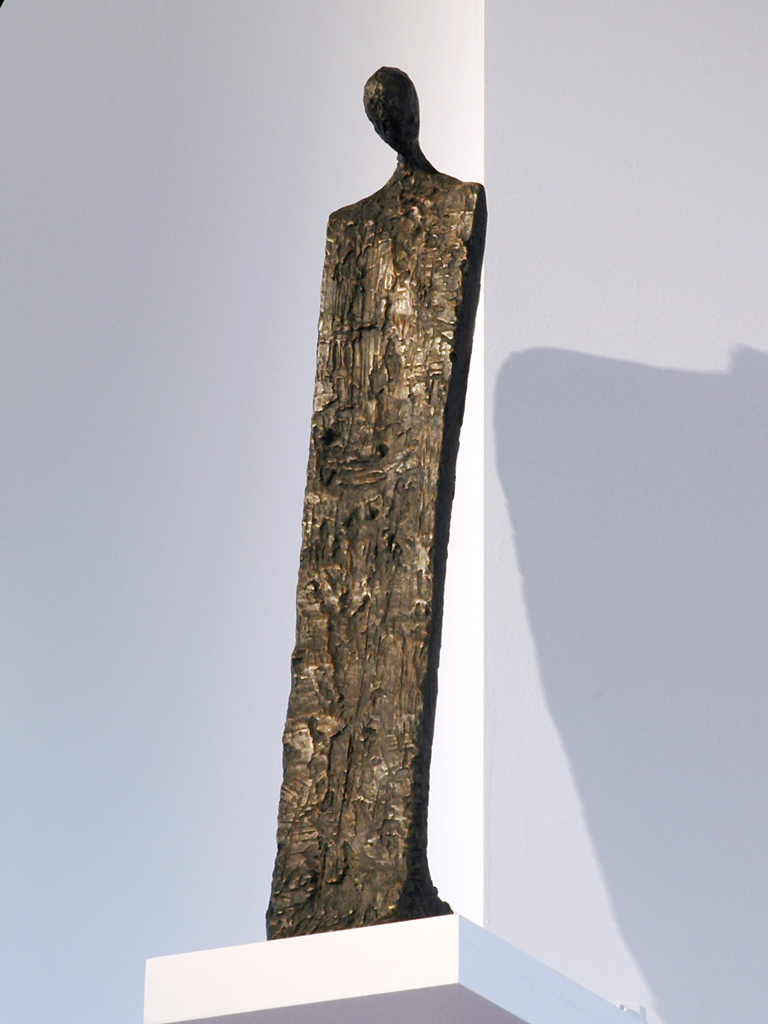
Ztracený syn (1958)

V roce 1957 jsou zbylými členy klubu Karel Nepraš, Bedřich Dlouhý, Jan Koblasa a skladatel Rudolf Komorous. Po menším konfliktu a krizi přijmou název Šmidrové. V dubnu uspořádají společnou výstavu na Střeleckém ostrově s četbou básní (Václav Havel, Jiří Paukert, JK), prózy (Milena Tobolová) a provedením hudebních skladeb Rudolfa Komorouse, Jana Klusáka, Rudolfa Daška a Luboše Fišera. Škola je nečekaně prodloužena o další rok a zatímco soukromě se tvorba Jana Koblasy i pod vlivem poslechu současné hudby posunuje k abstrakci, jako školní práce musí dál odevzdávat realistické sochy. Jeho závěrečná práce – ženský akt – je odmítnuta a hrozí vyloučení ze školy, nakonec zachrání diplom třemi realistickými portréty, obdrží školní cenu a stipendium.

V červnu 1958 složil přijímací zkoušky na DAMU a stal se studentem scénografie u prof. Tröstera. Vystavuje kresby a portréty v galerii Díla v Teplicích, se Šmidry zakládá dechovku, píše operní libreto Proces dle F. Kafky, ale připravuje se také na ilegální přechod hranic a emigraci. V témže roce získává svůj první pražský ateliér v suterénu Riegerovy vily na Letné, seznámí se s Vladimírem Boudníkem a naváže hluboký přátelský vztah s Mikulášem Medkem. V následujícím roce končí z vlastního rozhodnutí po dvou semestrech studia DAMU.

V roce 1959 se plán na emigraci stává nereálný.

JK spolupracuje na Vláčilově filmu Holubice, uspořádá dvě výstavy svých prací ve vlastním ateliéru a na konci roku se Šmidry uspořádá parodickou inscenaci Paličovy dcery ve studentském klubu. Jeho Portrét slečny D získává bronzovou medaili na výstavě Junge Kunst ve Vídni.

### Léta šedesátá
Počátkem roku 1960 u Jana Koblasy připravují mladí výtvarníci skupinovou výstavu Konfrontace. Neoficiální výstavy v ateliéru Jiřího Valenty a Aleše Veselého mají pozitivní ohlas mezi přáteli, do Prahy přijíždějí teoretici umění a galeristé ze západní Evropy, Jan Koblasa dostává nabídku vystavovat v Bruselu, ta je ale zdejšími úřady zamítnuta. V červnu uspořádají Šmidrové a přizvaní hosté v Redutě parodii na oficiální obřady – slavnostní večer k uctění památky básníka V.S.Plumlovského, v listopadu natáčí Libor Pešek o skupině amatérský film.
Na počátku roku 1961 probíhá série zatýkání a výslechů, členové skupiny jsou odposloucháváni, JK přichází o tvůrčí stipendium, všechna pozvání na zahraniční stáže a výstavy úřady zamítají. V létě vypukla kubánská krize a JK je povolán do vojenské služby na Libavou, drží tajně hladovku než se po dvou týdnech zhroutí. Zbytek roku stráví v nemocnici.
Rok 1962 provázejí další zákazy výstav v zahraničí i v Praze, pohroma v bytě, podezřelá návštěva nezvaných hostů a demolice ateliéru, výslech na StB a přiznání dřívějších spolužáků z gymnázia, že byli informátory StB. Neoficiálně je zastoupen na výstavách ve Washingtonu (Art since 1950) a ve Varšavě (Argumenty 62). Jan Koblasa v Teplicích vytvořil první sochy ve dřevě a připravuje návrh interiéru pro kostel v Jedovnicích.
Roku 1963 dostal spolu s Mikulášem Medkem povolení vystavit v jízdárně Teplického zámku sochy a obrazy. Výstava se stala přelomovou kulturní událostí. Ve spolupráci s architektem Filsakem získal zakázky na realizace v architektuře (hala ČSA Košice – s Mikulášem Medkem, kancelář ČSA Varšava) a instaloval oltářní reliéf s obrazem Mikuláše Medka v Jedovnicích. Zároveň je informován, že MV vydalo zákaz vývozu jeho děl i zákaz nákupu do sbírek galerií. Je vyzván k účasti na výstavě Documenta v Kasselu, ale nesmí se zúčastnit.
V roce 1964 založili Šmidrové hokejový klub Paleta vlasti, ale JK účast brzy vzdal. Je povolena výstava soch v Litoměřicích a Výstava D v Nové síni, ale její repríza v Ostravě i výstava imaginativního umění na Hluboké zakázány, zabaven pas. JK vyhrál soutěž na reliéfní stěnu pro halu ČSA v Praze. Podílí se jako výtvarník na Vláčilově filmu Markéta Lazarová, režisér Otomar Krejča ho přizval jako tvůrce masek pro inscenaci hry Josefa Topola Konec masopustu v Národním divadle.
Na počátku roku 1965 získal JK povolení k zahraničním výstavám v Berlíně a Baden Badenu, je zastoupen na výstavách v Mnichově, Lutychu a Aquileji, další výstavy ale byly zamítnuty (Paříž, Mánes), na zásah ÚV KSČ má být anulována soutěž na halu letiště v Ruzyni, byl prodloužen zákaz vývozu jeho soch i cestování do zahraničí. Národní galerie zakoupila sochu Krále, Otomar Krejča pro nově založené Divadlo za branou objednal výpravu pro Maškary z Ostende.
V roce 1966 se Jan Koblasa oženil s Klárou Gočárovou. Několikrát přepracovaná verze modelu pro Ruzyň (Věčný život) je nakonec schválena k realizaci, v síni Čs spisovatele je otevřena jeho první samostatná výstava. Po nečekané návštěvě důstojníka StB v ateliéru získává podmínečně pas a povolení k cestě na svou výstavu do Bochumi, podniká svou první třítýdenní cestu po Evropě. Ze skupinových výstav v zahraničí je ale nadále vyloučen.
V první polovině roku 1967, kdy práci na ruzyňském reliéfu zdržují problémy se sháněním materiálu, zařizuje byt a ateliér. Dokončuje práce pro Jedovnice, zúčastní se sochařského sympozia na Slovensku, kreslí masky pro Krejčovu režii v Burgtheateru, leptá cyklus grafik k Apokalypse, v létě pobývá na Vysočině se Zbyškem Sionem a u Václava Havla na Hrádečku. Na podzim vyjíždí na zahájení své výstavy do Münsteru a potom podniká cestu vlakem po galeriích a památkách v Německu, Švýcarsku, Itálii a Rakousku. Artcentrum nadále odmítá vývoz jeho obrazu do Vídně.
V roce 1968 začal prací na reliéfech pro halu ČSA v Rabatu, dokončováním interiéru kostela v Kotvrdovicích, zakázkou na Čs misi při OSN v Ženevě a plány na stavbu vlastního domu. V květnu odjíždí do Německa na pracovní pobyt a tvoří sochy pro autorskou výstavu v Kielu v rámci Kielerwoche a pro následující výstavu v Hamburku. Odtud podniká prázdninový výlet do Itálie, kde jej zastihne zpráva o okupaci Československa vojsky Varšavské smlouvy. Návrat do Prahy odkládá na neurčito a snaží se nalézt možnosti práce v Itálii.
Nejprve tiskne cyklus grafik „Jonáš a velryba“v galerii a nakladatelství Il Bisonte (Florencie), později si pronajímá dílnu v Miláně a tvoří sochy pro slíbené výstavy v Miláně, Janově a Legnanu.
Počátkem roku 1969 žije s manželkou v provizorním bytě v Miláně, kreslí kompletní výpravu pro představení Lorenzaccio v Divadle za branou (200 kostýmů a masek) a zkoumá možnosti emigrace do USA nebo Kanady. Kromě Itálie vystavuje v Německu (Celle, Hannover), podniká cesty do Paříže, odtud do Ženevy aby realizoval zadání v Čs misi při OSN. Úřad velvyslance se chová nepřátelsky, zároveň vyprší platnost víz a není možné odjet. V červenci 1969 nakonec dostává víza z Německa a během příprav na emigraci do USA přichází nabídka založit sochařskou školu na Muthesius Kunsthochschule v Kielu, kde působil do roku 1998.
Po přestěhování manželů Koblasových do Kielu Československo v říjnu zavřelo hranice, odmítlo prodloužení víz a pohrozilo trestním stíháním.

### Život v emigraci
…tak jako člověk, jemuž se naráz potopil člun, musí začít plavat… 
Počátky působení Jana Koblasy na Muthesius Hochschule v Kielu provázely problémy se získáním politického azylu a se studenty, kteří ještě prožívali ohlasy levicové revolty z roku 1968 a hnutí hippies. V roce 1969 založil Koblasa svůj sochařský ateliér a začal přednášet pro studenty architektury, následujícího roku byl jmenován řádným docentem a vystavoval v několika zemích.
Roku 1971 podnikl cestu do USA. V Československu byl odsouzen na devět let vězení za nedovolené opuštění republiky, jeho díla byla ukryta do depozitářů a zčásti zabavena. Vystavoval své kresby v Benátkách, francouzském kantonu Vence, Brescii a obdržel cenu na bienále grafiky v Lublani.
V roce 1972 byl jmenován profesorem a po získání azylového pasu se rozhodl trvale usadit v Německu. Koupil dům v Tökendorfu, podnikal časté cesty po Evropě a získal první významné veřejné zakázky. Jeho privátní tvorba se ještě vyrovnávala s traumaty emigrace (Ecce homo, Zeď nářků).

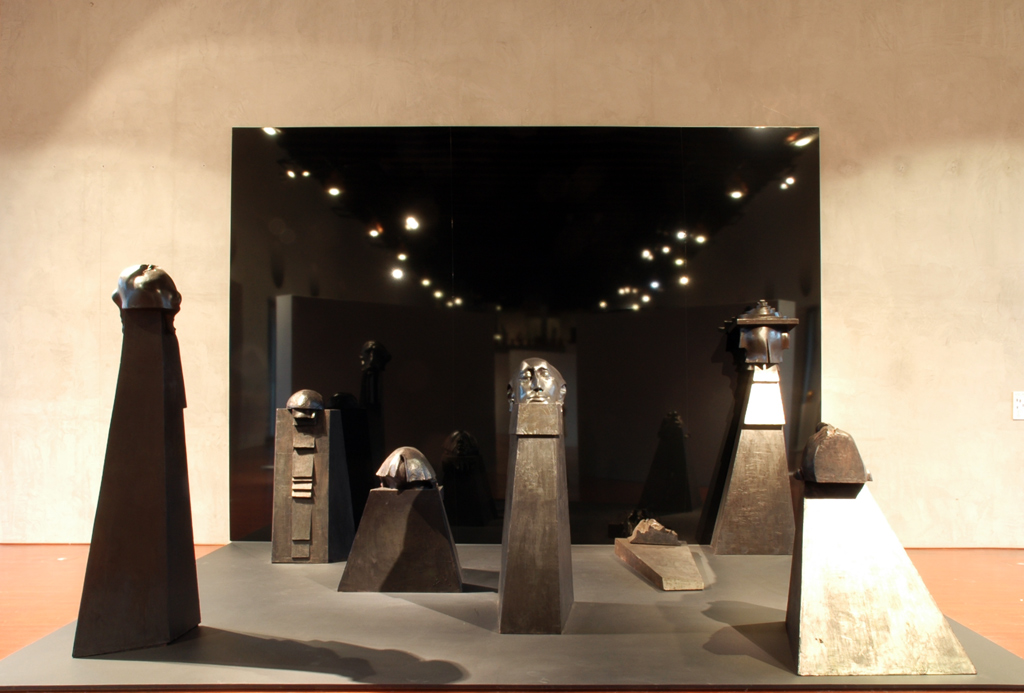
Zeď nářků(1974)

I v následujících letech se obtížně vyrovnával s levicovými náladami mezi studenty, zatímco sám prožíval deprese a děsivé emigrantské sny a snažil se udržet kontakt s přáteli, kteří byli rovněž v zahraničí (Věra Linhartová, Jiří Valenta, Jan Kotík, Ivan Nosek, František Mertl, Milan Stuchlík, Ladislav Holý, Antonín Málek, Arsén Pohribný, Petr Spielmann).
Roku 1974 byl ve škole navržen do funkce děkana, ale dal přednost výuce a vlastní tvorbě. Se studenty podnikal cesty do Berlína, Řecka či Paříže; pořádal pro ně sochařská sympozia v Anröchte a založil s nimi galerii Lornsenstraße v Kielu.
Jeho rodinná krize skončila roku 1977 rozvodem. Poté si Koblasa si vyřídil na tři roky profesorskou dovolenou. V Evropě nenacházel klid a soustředění, proto v následujícím roce odletěl do New Yorku, kde ho zastihla zpráva o smrti otce. V první polovině roku 1979 připravil představení dramatu Alfreda de Musseta Lorenzaccio pro divadelní festival v Avignonu (režie Otomar Krejča) a později ještě inscenaci Čechovových Tří sester. Znovu cestoval do USA, neúspěšně se pokusil prodloužit si volno ze školy. Od roku 1980 ho trápily zdravotní problémy, vnitřní neklid, osamělost i nemožnost získat německé občanství.
V následujícím roce koupil dům s dílnou v Hamburku a roku 1982 se tam přestěhoval. V soutěžích získával významné veřejné zakázky na sochy v několika městech v Německu (Dietrichsdorf, 1982, Lübeck 1983, Flensburg, soudní budova Norderstedt 1984, Elmshorn 1985, Kiel 1986, 1988, 1989, Neumünster, Swisttal, 1989) a na sochu svatého Jana Nepomuka Neumanna v národní kapli ve Washingtonu.
V 80. letech často cestoval, v létě pracoval na sochařských sympoziích (Brøby ve Švédsku), v Carraře nebo se studenty v Anröchte. Roku 1984 byl jmenován vedoucím katedry umění v Kielu.
Zúčastnil se výstavy exilových výtvarníků v Berlíně (1986) a výstavy ke 20. výročí okupace Československa (Brusel, 1987).
Jeho trest vězení v Československu, po amnestiích snížený na 2,5 roku mu v roce 1988 stále brání získání německého občanství.[zdroj?] Počátkem roku 1989 se Koblasa zúčastnil sochařského sympozia v Izraeli a se studenty podnikl zájezd po egyptských památkách. Ve svém dosavadním hamburském ateliéru již neměl dostatek místa a koncem roku se přestěhoval do bývalé malé továrny na měřicí přístroje v sousedství.
Během sametové revoluce v Československu se Koblasa pokusil získat vízum k cestě do Prahy, ale ještě v prosinci 1989 mu bylo sděleno, že jeho trest dosud nebyl amnestován. Nakonec se mohl do vlasti vrátit až v červnu 1990.
Zemřel dva dny před svými 85. narozeninami 3. října 2017 v Hamburku. Na jeho počest bylo uspořádáno 20. října téhož roku rekviem v kostele St.  Antonius na ulici Lattenkamp v Hamburku.

### Návraty do Čech
V 90. letech se Jan Koblasa pravidelně zúčastňoval sochařských sympozií v Čechách (Hořice, vystavoval své sochy jako Velká oběť, 1990, Deštné v Orlických horách, Konec totality, 1993, České Budějovice 1996, Klášter Hradiště nad Jizerou 1999), ale s trvalým návratem už nepočítal. Své německé studenty seznamoval s českým barokem. Jeho nabídka vyučovat na AVU v Praze byla odmítnuta (1990) a teprve v roce 2002, po smrti profesora Karla Nepraše, převzal na dobu tří let jeho ateliér.
Jeho první výstava soch v Praze po více než dvacetileté odmlce se konala roku 1991 v Letohrádku královny Anny (Belvederu) pod záštitou prezidenta Václava Havla. Ještě téhož roku byla přenesena v rámci společného projektu Praha - Hamburk do Německa.
Roku 1992 poznal v Německu ruskou malířku Soniu Jakuschewu, která s ním začala spolupracovat na některých projektech a následujícího roku se za něj v Dánsku provdala. Při společné dovolené na Ibize roku 1995 přijali nabídku zřídit zde druhý ateliér, kde pak vznikla řada obrazů a menších soch.
Roku 1995 pobýval Jan Koblasa jako čestný host německé Akademie v jejím středisku Villa Massimo v Římě. V roce 1998 Jan Koblasa ukončil pedagogickou činnost v Kielu. Nadále vytvářel monumentální sochy během pobytů v zahraničí - v Asuánu (2000), venezuelské Méridě (2002), Anröchte (2002, 2005), ve Schleswicku (2005). U příležitosti tisíciletého výročí biskupství v Bamberku vytvořil z kamene Pět úzkých bran života ve Forchheimu.
V Čechách v roce 2000 navrhl spolu se Soniou Jakuschewou interiér kaple v Bílce (architekt Ivan Nosek) a následně (2002) realizoval mezinárodní sochařský projekt Cesta přátelství (pod záštitou prezidenta Havla): čtrnáct monumentálních kamenných soch. Zúčastnil se sympozia Cesta mramoru (Dobřichovice 2003) a v letech 2004-2010 navrhl pomník a celkovou koncepci parku Gustava Mahlera v Jihlavě.

V roce 2007 byla k jeho 75. narozeninám uspořádána retrospektivní výstava „Dialogy s hmotou“ v Oblastní galerii Vysočiny v Jihlavě a Oblastní galerii v Liberci. Po roce 2010 opustil dům a ateliér na Ibize. Byl nucen podstoupit operaci kloubu. Dokončil dřevěné barevné sochy v Německu a pracoval na portrétu Rainera Marii Rilkeho.
Roku 2012 byla pod záštitou prezidenta Václava Klause otevřena velká retrospektivní výstava k 80. narozeninám Jana Koblasy v Jízdárně Pražského hradu a výstava jeho prací ze 60. let (Falešní proroci) v Novém muzeu (Neues Museum) v Norimberku. Další retrospektiva se uskutečnila v Jízdárně Pražského hradu roku 2014 ke Koblasovým 80. narozeninám.
Koblasova socha "Vzkříšení" byla u příležitosti výročí Sametové revoluce roku 2013 instalována v katedrále Sv. Víta.

## Dílo
Jan Koblasa je zakladatelskou osobností českého poválečného umění. Zvládl mistrně nejrůznější sochařské techniky a vyznačuje se mimořádnou citlivostí k povaze použitého sochařského materiálu. Jeho trvalý dialog s hmotou, filosofické vnímání světa a nelehké osobní osudy vedly k vytvoření děl s hlubokým myšlenkovým obsahem. V kontextu doby, v níž české moderní umění bylo zasaženo sérií dramatických dějinných zvratů a zároveň konfrontováno s odlišnými výtvarnými tendencemi západního světa, je cenné zejména jeho literární svědectví o subjektivních pocitech umělce i době samotné.

### Literární dílo
Během studií na AVU napsal JK několik libret k baletům (Leda se saxofonem, 1955), libreta oper dle Borcherta (1958) a Kafky a cykly veršů k písním pro Jana Bedřicha (Tiché milování, 1953) a Jana Klusáka (Honzovy toulky, 1955).

- Jan Koblasa, Záznamy z let padesátých a šedesátých, Vetus Via, Brno 2002, ISBN 80-86118-70-3
- Jan Koblasa, O tom, Edice současné české poezie, Knihovna J. Drdy 2006, ISBN 80-86937-12-7
- Jan Koblasa, Emigrace. Vstávání z mrtvých se živým nedaří, Galerie Ztichlá klika, Praha 2011, ISBN 9788090389878
- Jan Koblasa, Konec exilu, Galerie Ztichlá klika, Praha 2014, ISBN 978-80-904641-6-2

### Sochařská tvorba

#### Modelace

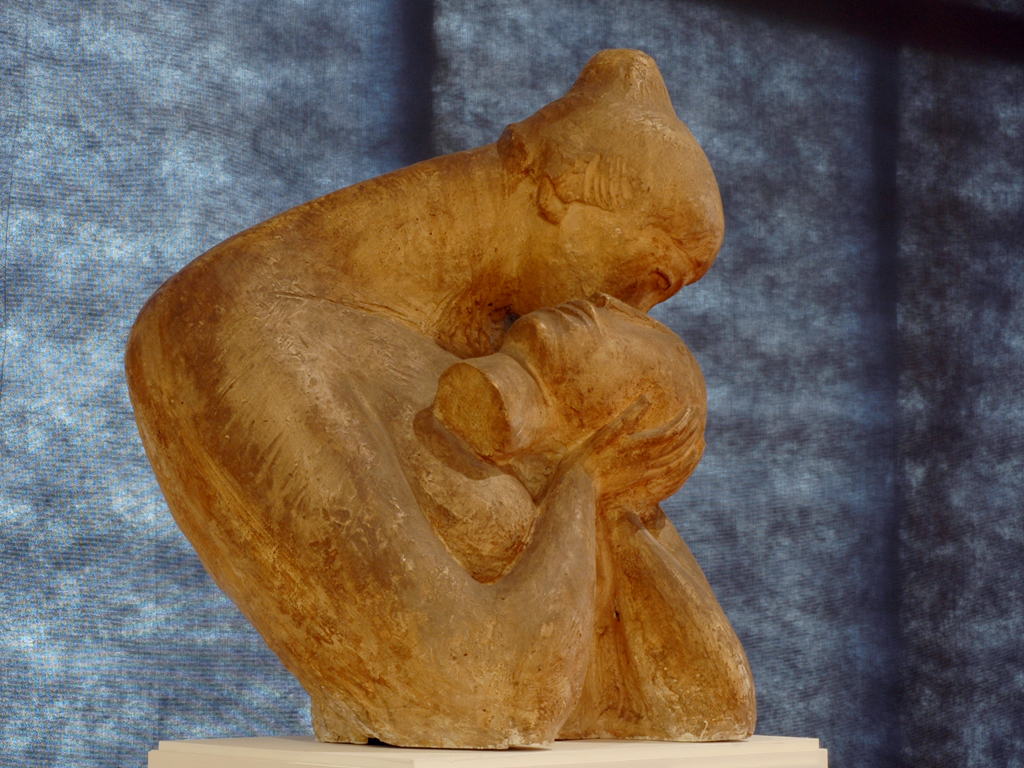
Salome (1956)

Na teplickém gymnasiu (Nuda, 1952) i později během studia na AVU se Jan Koblasa věnoval modelování portrétů (Syfilitická dívka, 1953, Autoportrét, 1954, Marie, 1956). Jako nesporný talent získával ocenění školy, cenu na výstavě mladých sochařů ve Vídni a po absolvování i tvůrčí stipendium. V protikladu ke školním úkolům, kde převažovala realistická tvorba, jeho volné portréty odrážely trvalý pocit osobního ohrožení tehdejším stalinistickým režimem a měly silně existenciální podtext (Jsme v tom až po krk, 1957, 

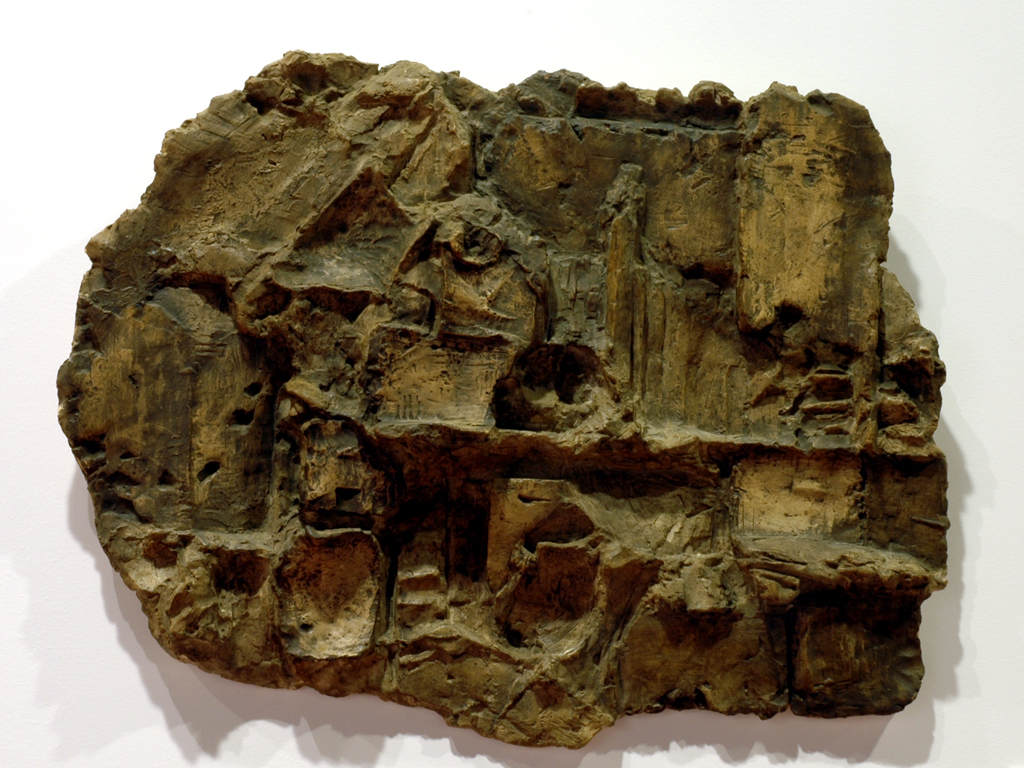
Hlava (1959)

Ten, který má strach, 1957, Salome - aneb jak snadné je přijít o hlavu, 1957). Od realistických portrétů rychle směřoval k zjednodušení tvaru (Ztracený syn, 1958) a přechodně až k abstrakci (Hlava, 1959, Magdalena 1959, reliéfy Labyrint světa, 1958).

K modelaci se pak vrátil v sériích soch, jimiž se snažil vyrovnat s traumatem emigrace (Lamenta, 1970, Plazit jazyk, 1970, Žlutá řeka, 1971, Ecce homo, 1972).
Častým tématem je divadlo (Hamlet, 1974) nebo literární díla - Zeď nářků (1974), inspirovaná knihou Odysseus Jamese Joyce.

#### Dřevo

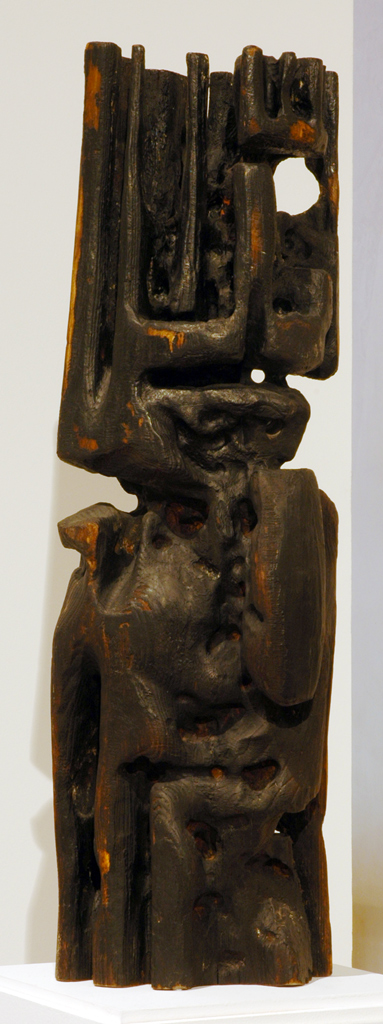
Král (1962)

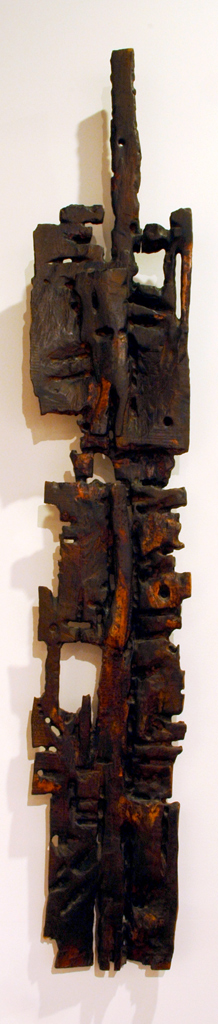
Terč (1963)

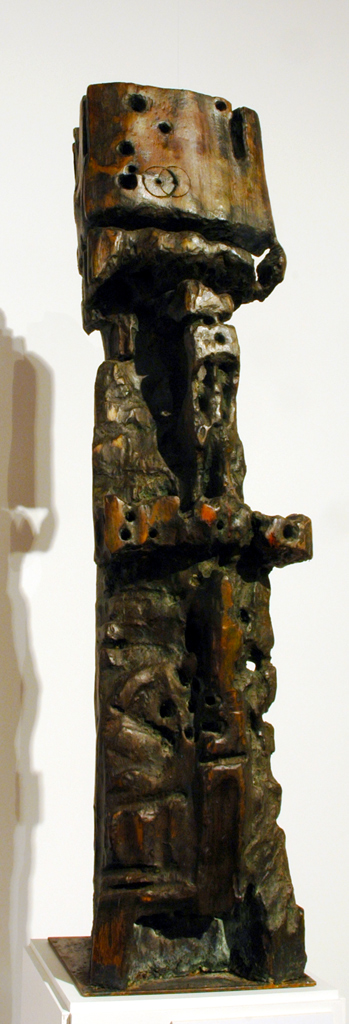
Prorok (1966-67)

Po ukončení studia se JK věnoval pouze malbě a grafice a k sochařské práci, tentokrát ve dřevě, se vrátil roku 1962. Díla vznikala v prudkém impulzivním zápasu s hmotou o nový expresivní tvar - od řezání, sekání, vrtání a práci s dláty až po závěrečnou očistu ohněm a moření.

V intenzivním soustředění tak v následujících letech vznikly cykly figurálních plastik (Trpaslíci 1962, Králové 1962, Madony, 1964, Štěpení, 1965, Proroci, 1966 Falešní proroci 1966, Chvála zapomnění[zdroj?] 1968) i abstraktních symbolů (Terč 1963, Pomazaná hlava, 1963, Zlé znamení, 1964). Nadživotní Niké (Černý anděl) je z roku 1967. V roce 1968 během několika týdnů vytvořil sérii 30 soch pro výstavu v Kielu (Muž a žena,) a koncem téhož roku sochy pro výstavu v Miláně (David) a Legnanu (Velké mlčení). V Kielu vznikla řada menších dřevěných modelů variabilních soch bez pevné základny (Touha obejmout, 1969).

Od roku 1973 jsou busty a hlavy někdy polychromované (Janus 1973-77), Herci (Komik, 1973, Dafne, 1975, Berenice, 1981).

Pro sochy inspirované biblickými motivy (Velké Pašije, 1976, Poslové, 1976, 1978, 1986, Levitace, 1976, Strážce, 1978) je typická zdůrazněná vertikalita, kterou se JK hlásí k dědictví gotiky.

Od konce 70. let zkoumal JK meze abstraktního zobrazení v sérii minimalistických stél (Kůly, 1978) a soch s kontrastními pruhy bílé barvy nahrazujícími světlo. Vznikla tak prostorová instalace Rituál (Bonn, 1981) a reliéf Mrtvé dřevo. Téma smrti stromu bylo znovu pojednáno v roce 1983 v instalaci Les a o rok později jako Agónie a Mrtvý luh.

Od poloviny 80. let Koblasa stále častěji dokončuje dřevěné sochy výraznou polychromií (Přestárlý punk, Okřídlený posel, 1985, New Charles Bridge, 1988, Sharon, USA).
Na přelomu 80. a 90. let vznikají komorní (Bolesti hlavy, 1987) i monumentální a robustní kompozice z mořeného dřeva, Návrat ztraceného syna, 1989, Oběť (Abrahám a Izák), 1989, Mrtvá matka (obrácená Pieta), 1991, Monsieur la Guerre, 1994, Vzpomínky, 1994, Fly, 1994). Šest dubových soch Meistersinger je z roku 2001.

Instalace z roku 1997 – Dva přátelé pozorují měsíc (podle C.D Friedricha) kombinuje polychromované sochy (240 cm) s digitálním obrazem.

Z roku 2000 je rozměrná plastika Exodus, kde bílé a černé znaky na šedém podkladu násobí plastický dojem.

Polychromie často slouží ke zdůraznění expresivního účinku skulptur, jako např. v sérii Běsi 20. století (2006/7) a je typická pro Koblasovu tvorbu po roce 2004 (Vodník a Rusalka, Zlaté tele, 2004, Carmen, 2006, La Traviata, 2007, Ráj – Adam, Eva a had, 2010). Spoluautorkou některých polychromovaných soch byla malířka Sonia Jakuschewa (Andělé, 2008–2013).

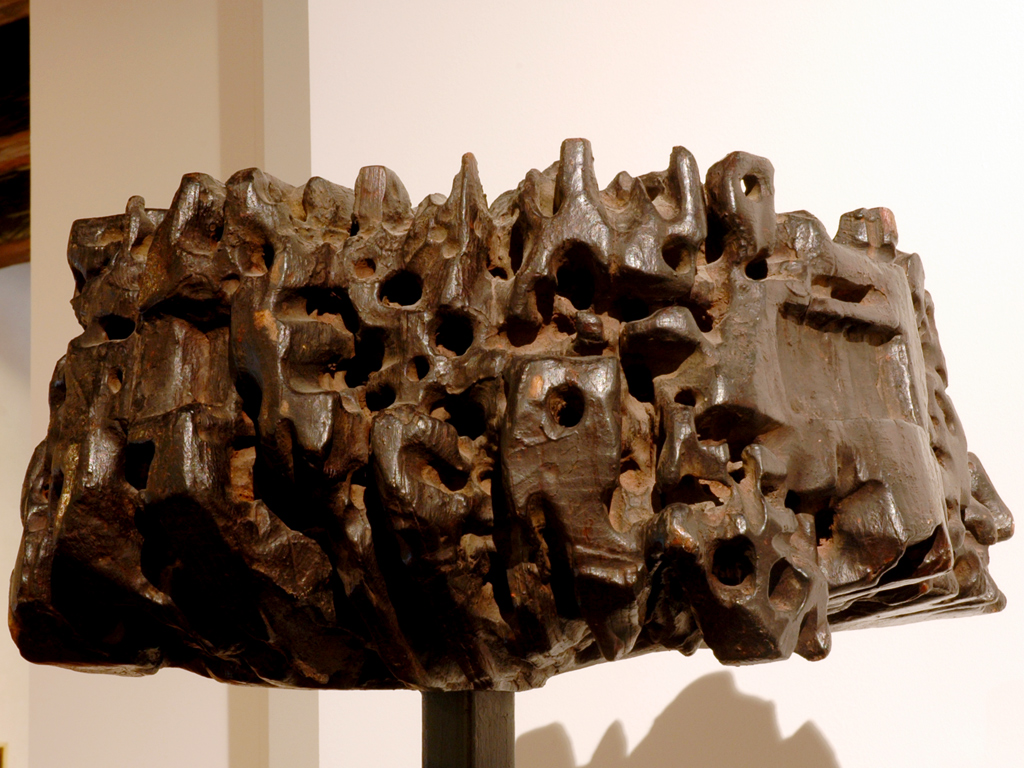
Pomazaná hlava (1963)
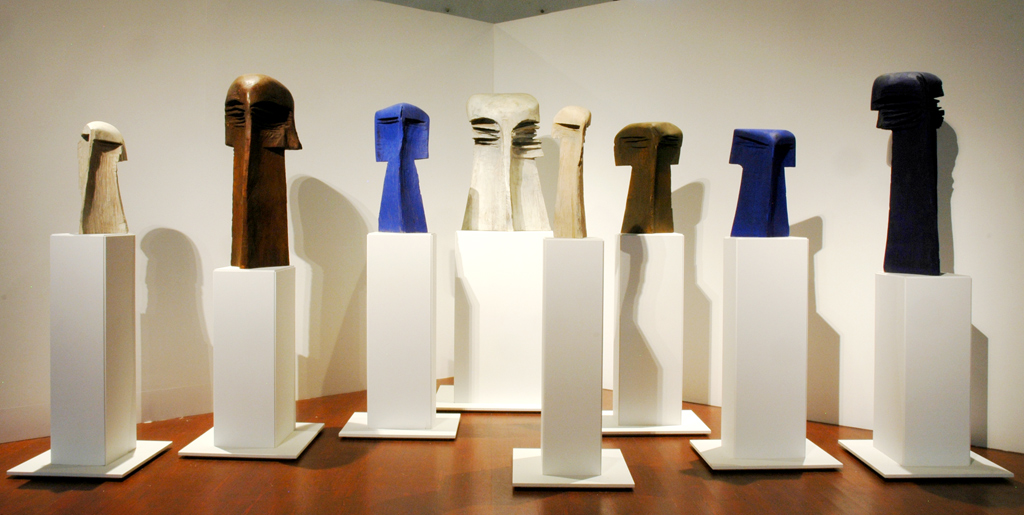
Janus I-VIII (1973-76)
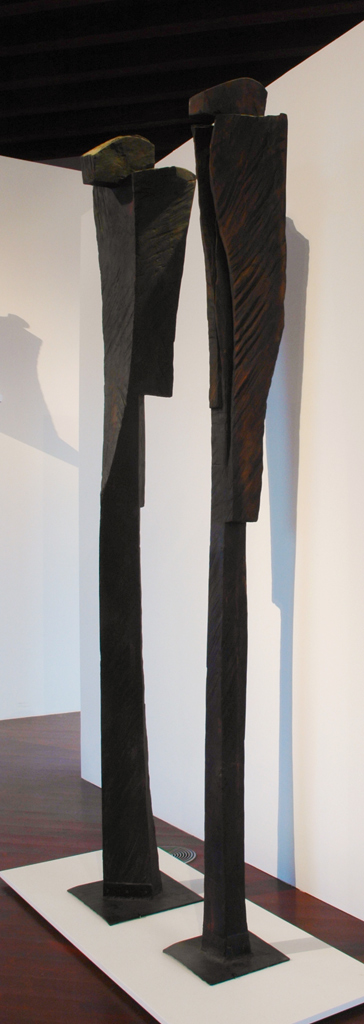
Poslové (1986)
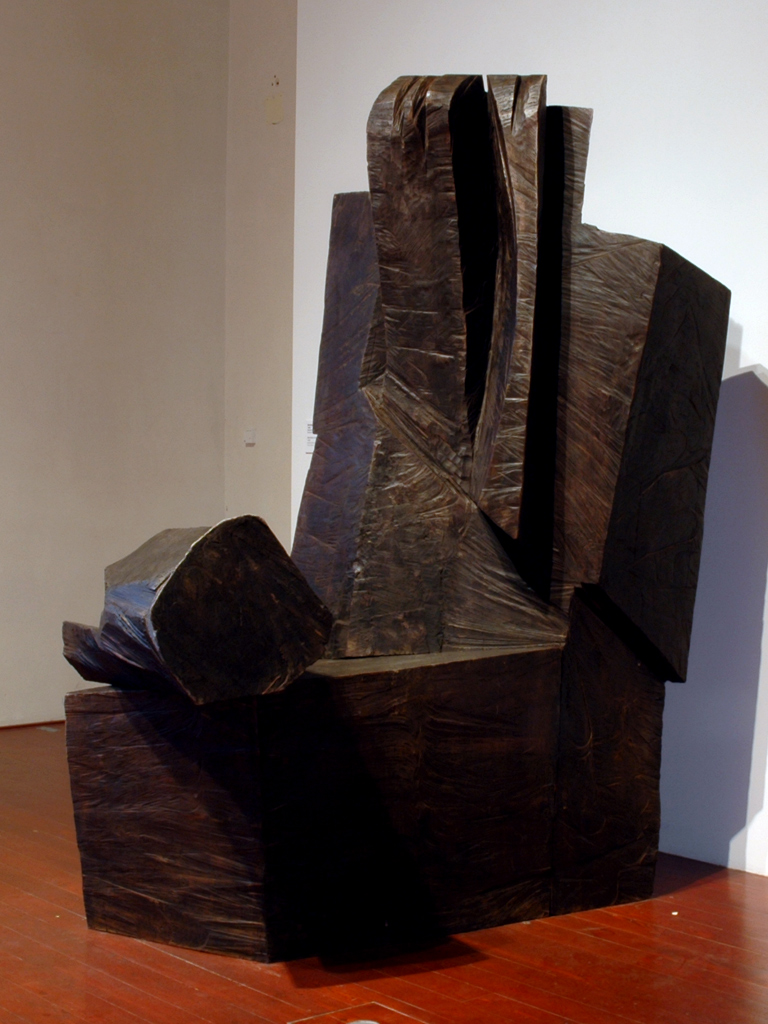
Oběť (1989)
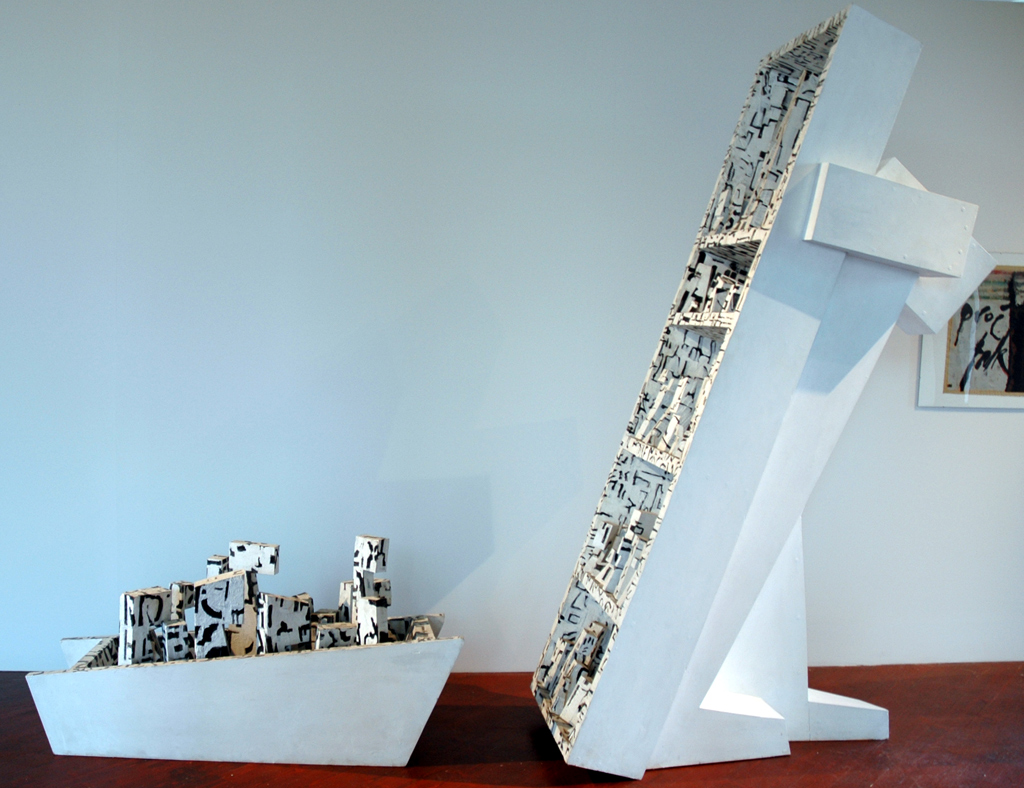
Exodus (2000)
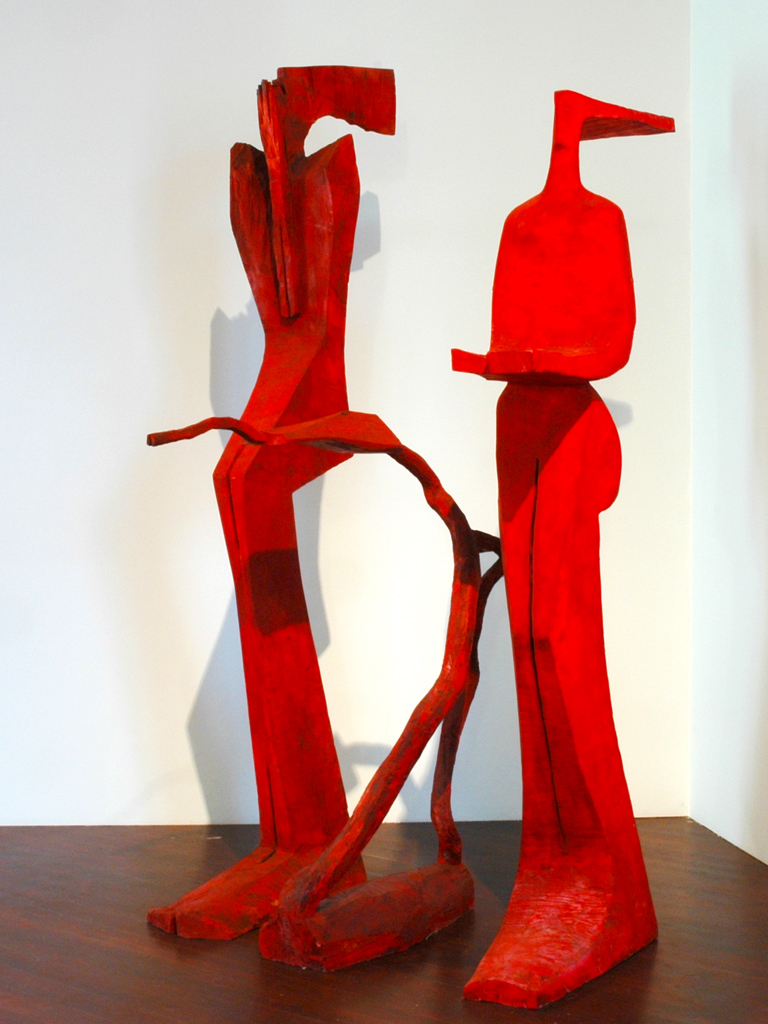
Ráj - Adam, Eva a had (2010)
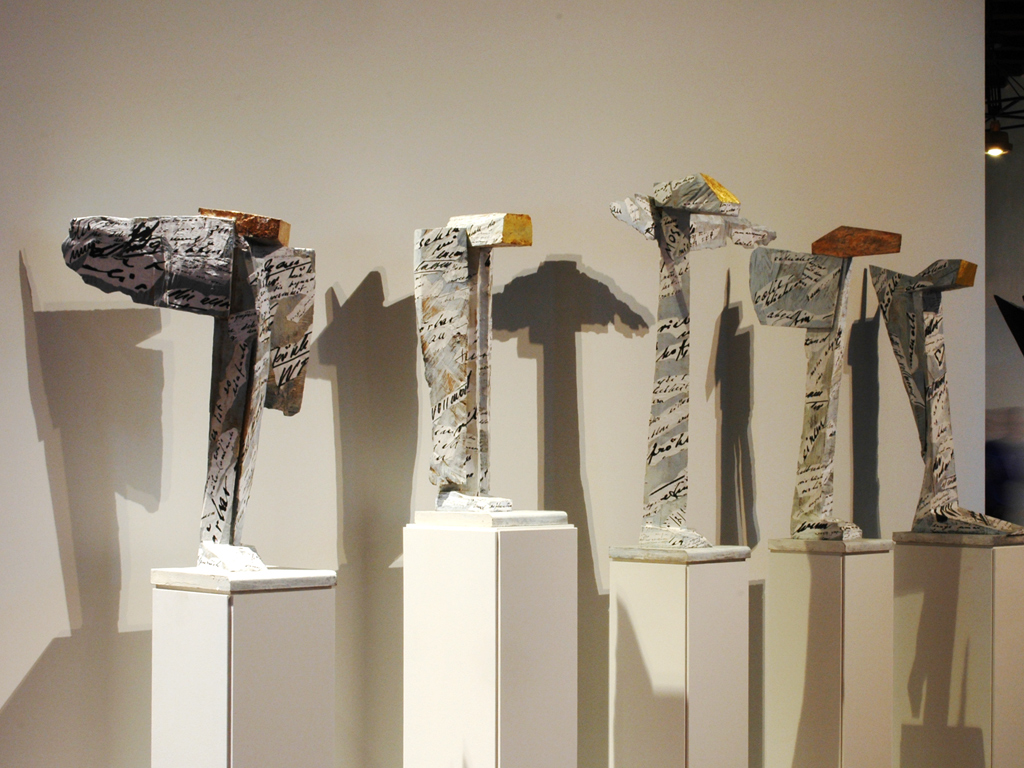
Andělé (2004-2013),spolupráce Sonia Jakushewa

#### Kámen

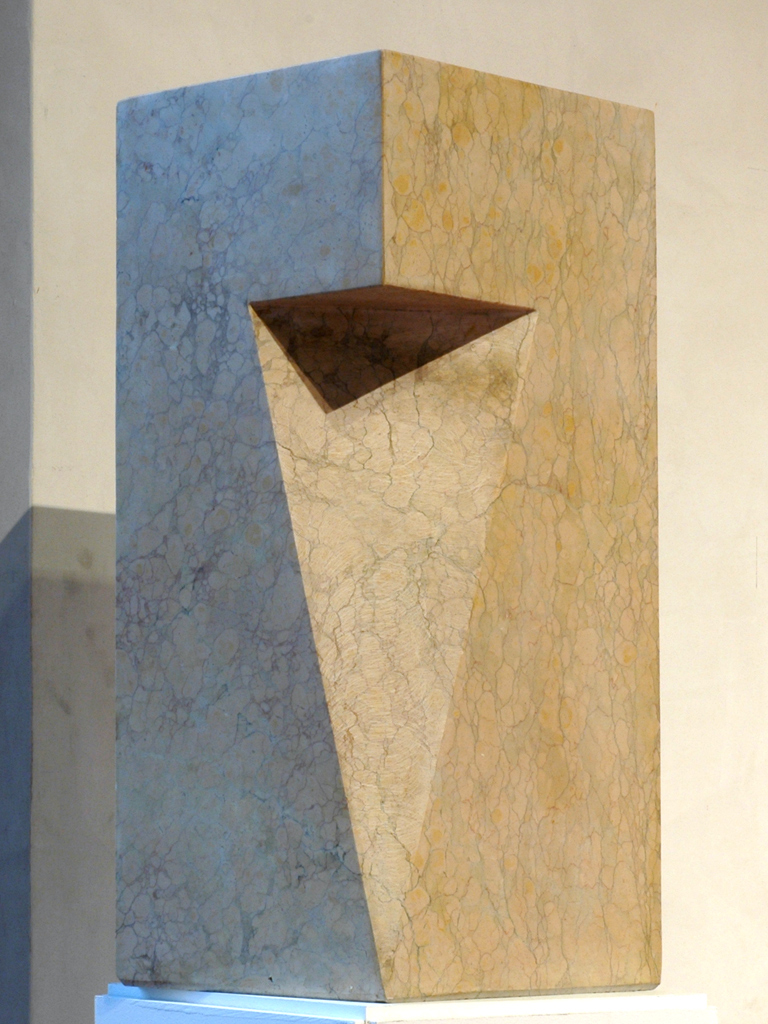
Hlava (1987)

Prvním dílem v kameni je opukové mužské Torso, vytvořené během studia roku 1955.

K sochařské tvorbě v kameni se pak JK dostal téměř po dvaceti letech, jako pedagog v Kielu a vítěz veřejných soutěží na objekty ve veřejném prostoru.
Po komorních sochách v dolomitu (Pokus o úsměv, 1974) a alabastru (Buddha, 1974) následovala monumentální mramorová socha Buddha (1976) pro park v Kielu. Na sochařském symposiu v Lübecku (1983) vznikly sochy Arabella (mramor) Dvojice, Adam a Eva (dolomit).

Od počátku 80. let se práci v kameni věnuje soustavně jako pedagog (Sochařské symposium Gottorf, 1982, Brøby, 1984, socha Vnitřek kamene, Anröchte, 1986, socha Posel, Anröchte, 1987, 1988, 1989, socha Strážce, pískovec), i během letních pobytů v Carraře (1984, 1985, socha Nike, Elmshorn) a v Norsku (Dobrá zpráva, 1985, diabas, Flensburg, Velký krok-balance, 1988–1998, žula, 4,5 m, Kiel).

Počátkem roku 1989 pracuje v Eilatu na monumentálních Strážcích (travertin a mramor, 5 m) a téhož roku na sochařském symposiu v Neumünsteru (1988) vytvořil sochy David a Goliáš (diabas, 230 cm). V září a říjnu 1989 v Anröchte vznikly tři sochy pro Swisttal (Denní a noční hlídka, 2,5 m) a obelisk a sedm soch pro úřad práce v Kielu.

V roce 1990, při prvním návratu z emigrace, se Koblasa účastní hořického symposia a tvoří pískovcovou Velkou oběť (Pocta Václavu Havlovi).
Na přelomu devadesátých let vznikly sochy Divák (1998, veronský mramor), Prorok Jeremiáš (1999, anröchtský dolomit, 410 cm) a Small temple (2000, egyptská žula, 270 cm, Asuán). Monumentální Velký divák (slivenecký mramor) byl vytvořen na sochařském symposiu v Dobřichovicích roku 2003, Velký orel pro Schlesswick roku 2005, Pět úzkých bran života pro Forchheim v roce 2007, Křtitelnice pro kostel v Ellerau roku 2011.

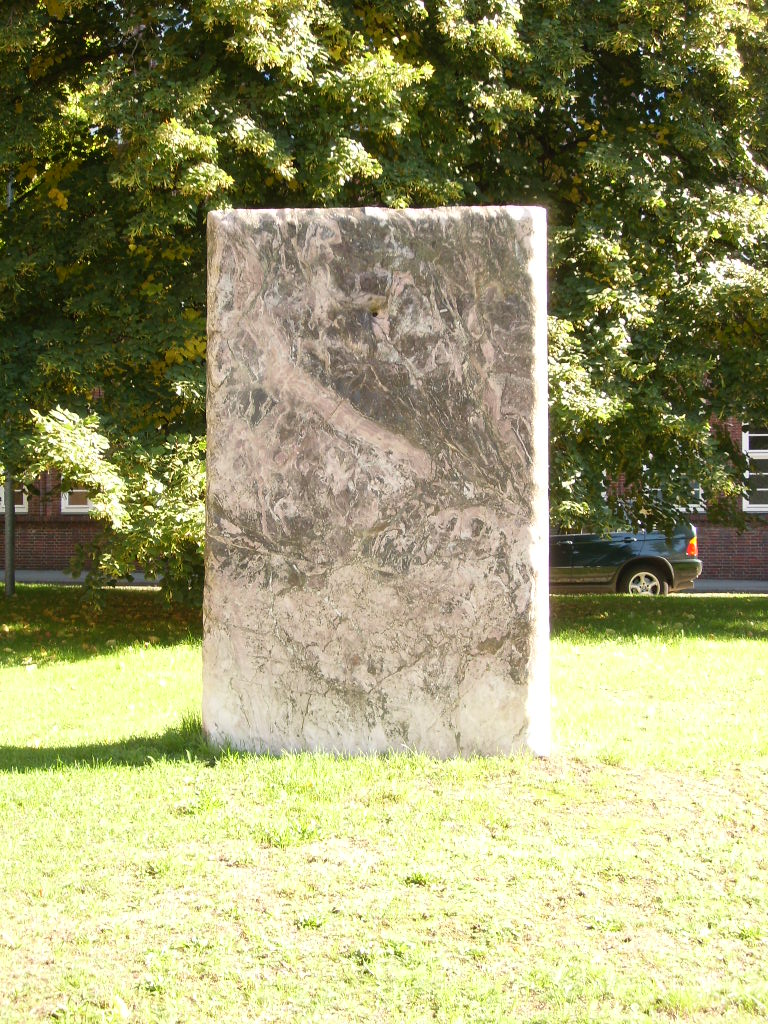
Arabella (1983),Lübeck
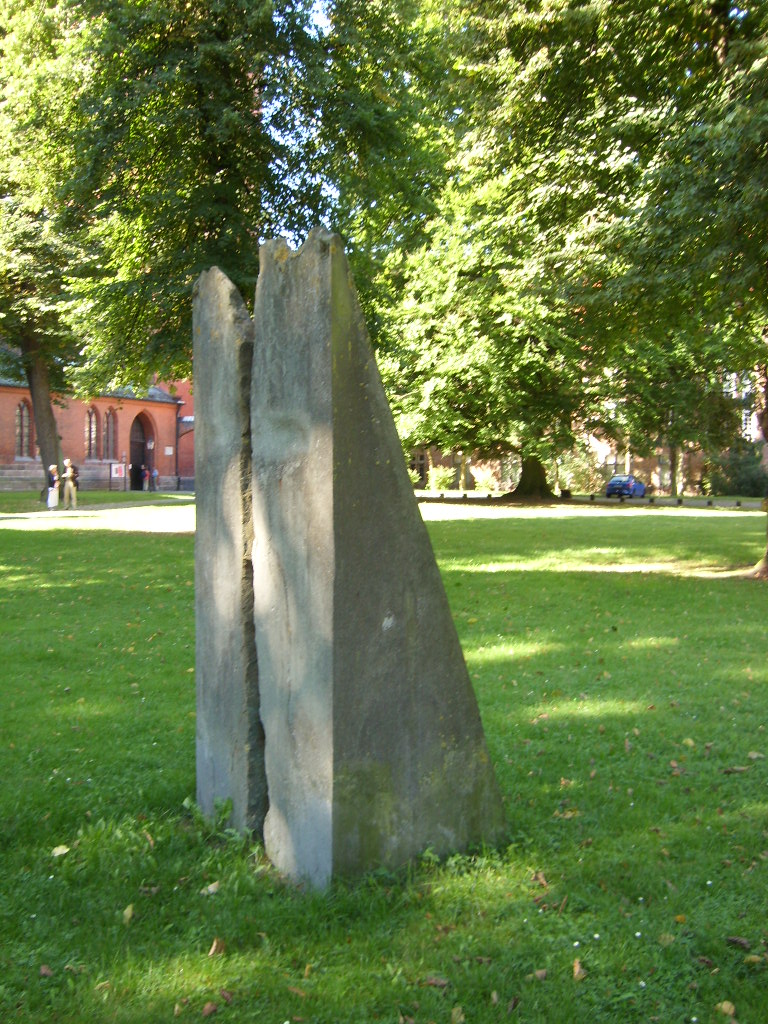
Domtürme (1983)
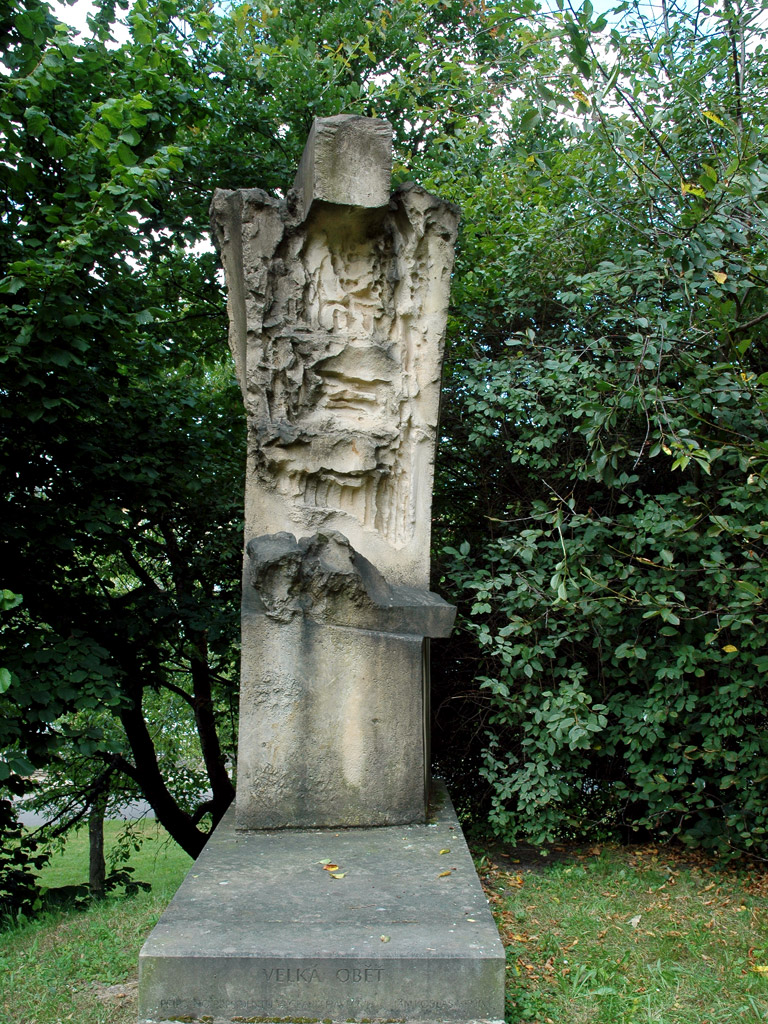
Velká oběť (1990), Hořice
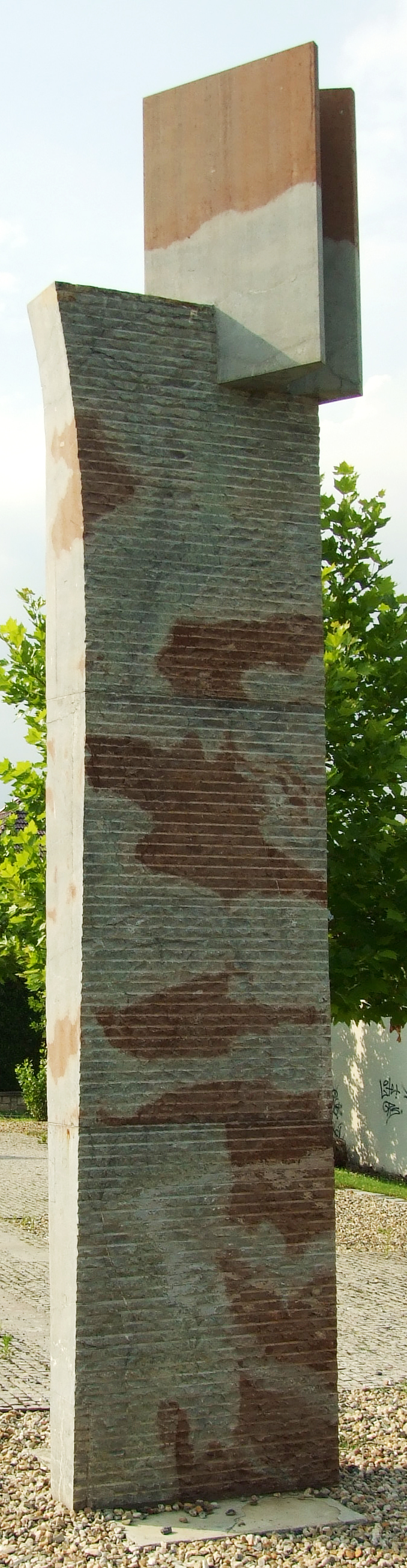
Jan Koblasa, Velký divák (2003)

#### Kovové asambláže a svařované plastiky

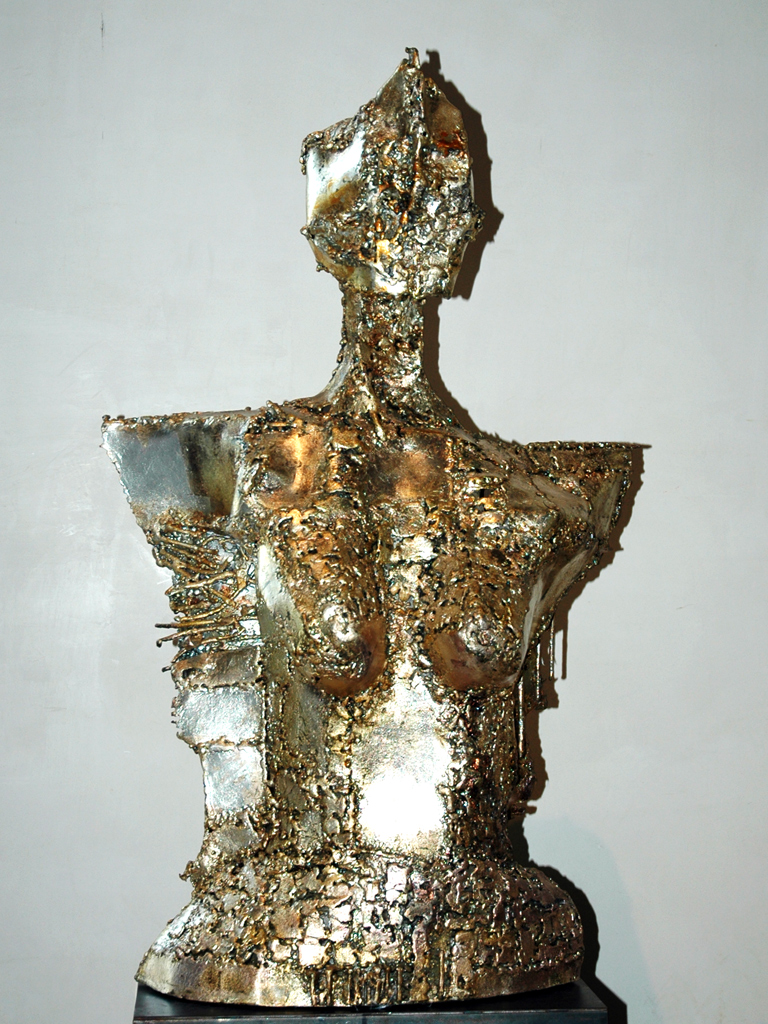
Posel anděl (1986)

Na počátku práce s kovem roku 1962 byl náhodný nález fragmentů starého železa, které zpracoval jako asambláže (Životy mučedníků), ale v polovině 60. let začal používat elektrický agregát a vytvořil několik figurálních svařovaných soch (Hlava, 1965, Mládenec v květu, Velká proroka, Pocta Ptolemaiovi 1966). Ke svařovaným plastikám se znovu vrátil v roce 1986 (Posel anděl) a roku 2005 sérií ocelových plastik Templ.

#### Bronzové plastiky a kovové odlitky
V 60. letech se podařilo Janu Koblasovi odlít některé školní práce, (Nuda, Portrét slečny D, Idiot) včetně aktu, který měl být jeho absolventskou prací, ale z ideologických důvodů nebyl přijat a volné plastiky z konce 50. let (Svatý Šebestián, 1958, Hlava, 1959).

Roku 1965 navrhl svícny pro oltář v Jedovnicích (cín, galvanizace rhodiem).

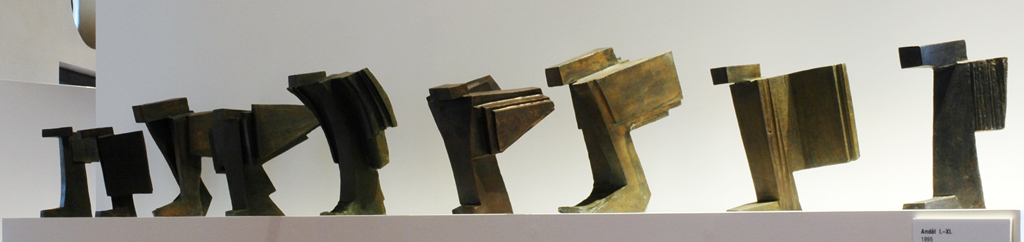
Andělé (90. léta)

Pro odlití v bronzu vytvořil některé komorní plastiky při přípravě výstavy roku 1968 v Německu (Andělík I-IV, Ropucha) a nový cyklus Andělé v 90. letech.

Z roku 1972 je monumentální bronzová socha Soused před Matričním úřadem v Kielu, z roku 2012, Corpus, Blankeneser Kitche am Markt, Gemeindehaus, Hamburk.
Od 17. listopadu 2013 je v chrámu sv. Víta na Pražském hradě umístěna jeho pozlacená bronzová plastika Vzkříšení, kterou vytvořil v roce 1981. Předtím byla (od roku 2012) umístěna na vnější stěně kostela sv. Jiljí v Nymburce.

#### Syntetické materiály

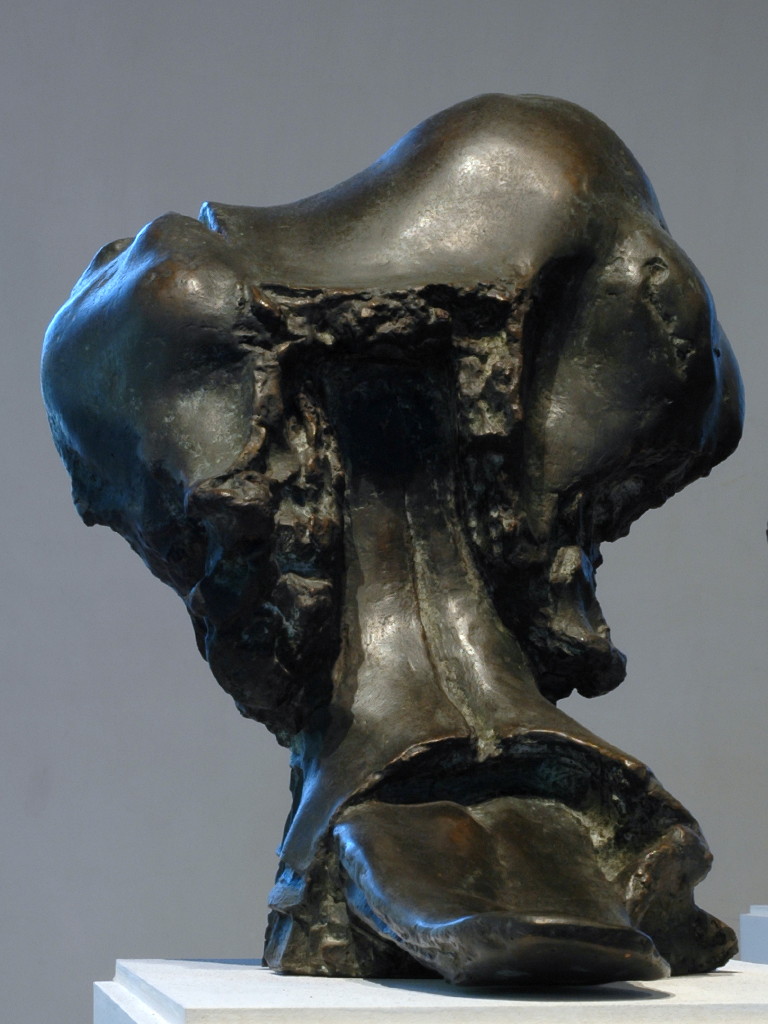
Plazit jazyk (1970)

Některé plastiky vznikaly za obtížných podmínek krátce po emigraci a také jejich téma si vyžádalo specifické ztvárnění. Patří k nim série Lamenta, Plazit jazyk, 1970 a instalace Ecce homo (Velký blič), 1972, Zeď nářků - původně jako modely v hlíně, později odlité do umělé hmoty. Také prostorové instalace Past (1971) a The last round a Happy end (1973) jsou v kolorovaném plastu.

Některé pozdější sochy kombinují plast a polychromované dřevo (Hamlet-Polonius, Intimita, 1974).

Komorní plastiky (Lamenta, Plazit jazyk) byly odlity do bronzu, stejně jako Zeď nářků (1974)

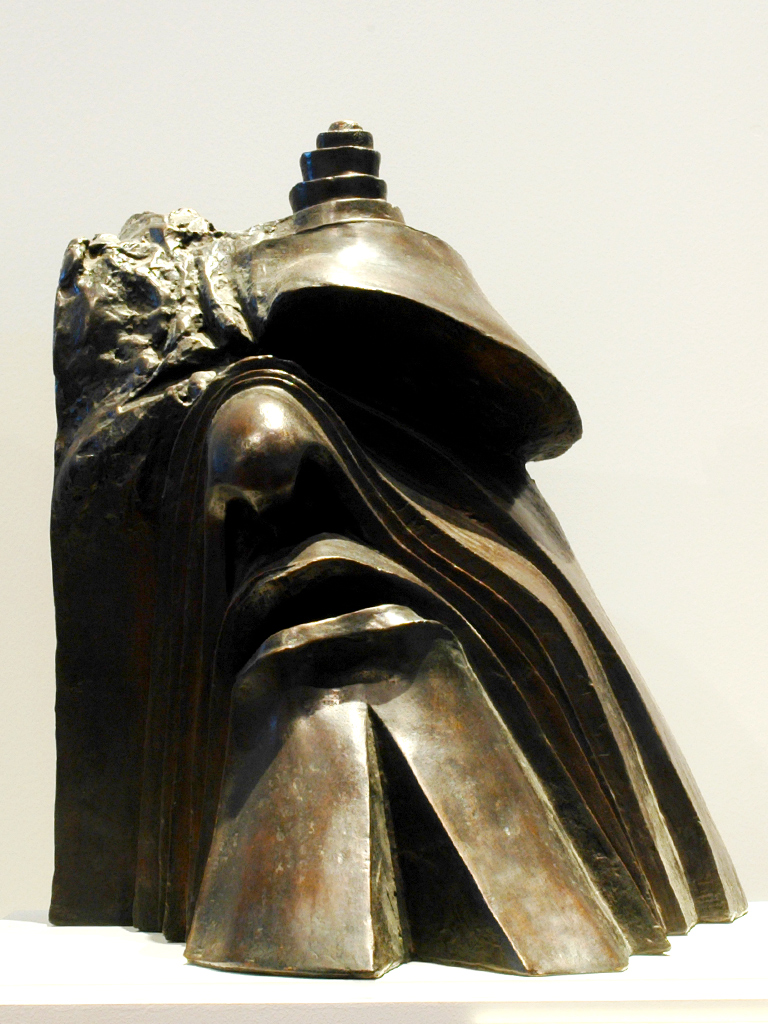
Lamento Mojžíše (1970)
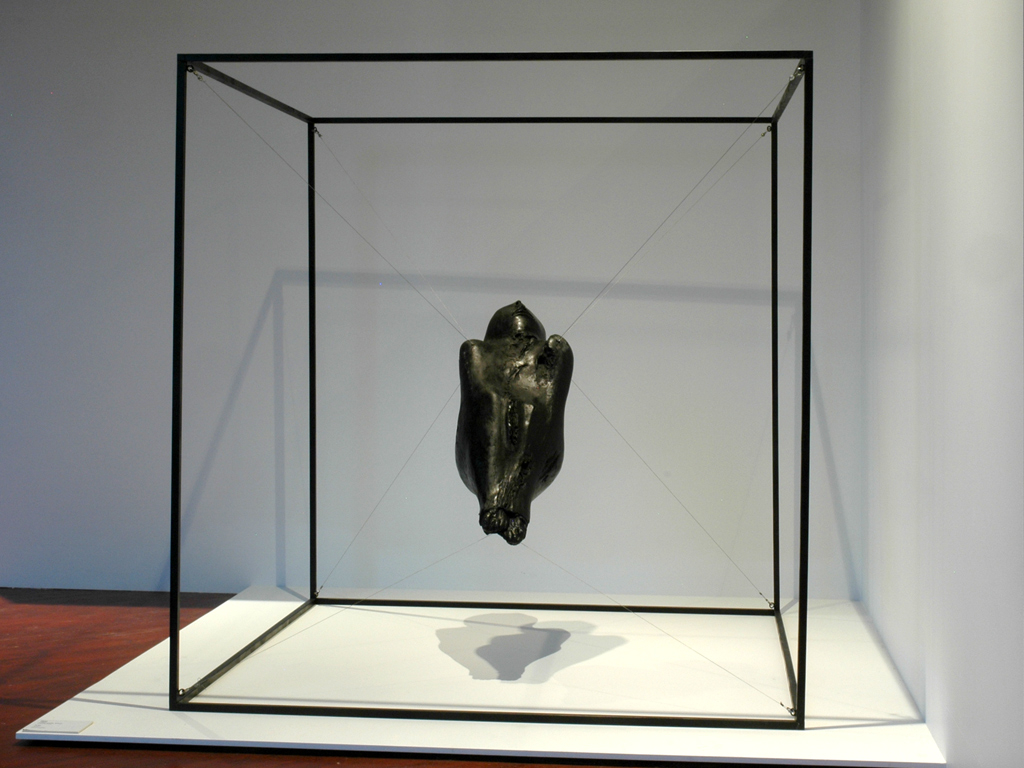
Past (1970)
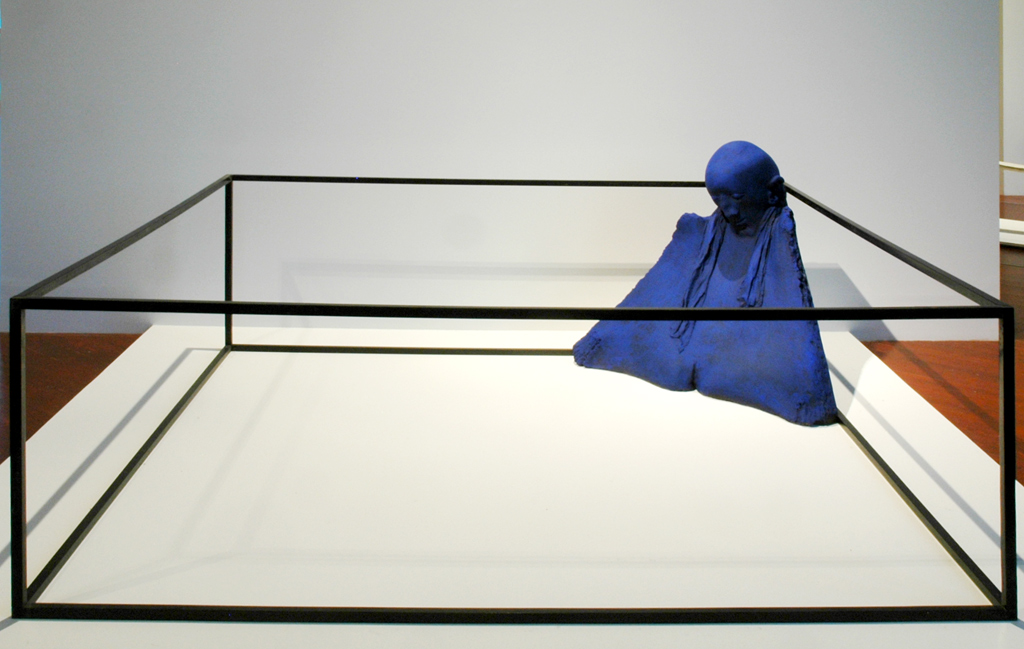
The last round (1973)

#### Pálená hlína a keramika

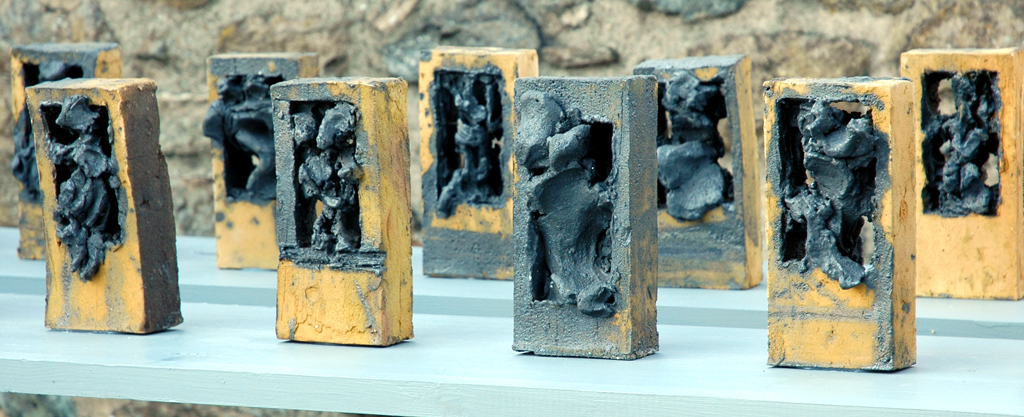
Barokoko - Okna (1994), Klenová

Keramická hlína jako snadno dostupný materiál zprvu pomáhá překonat první období emigrace (Žlutá řeka, Léthé, Ptáci 1971, drobné plastiky v glazované hlíně Buddha, 1973). Ve spolupráci s keramiky později vznikly ryté kresby na keramických vázách (1974) a malované vázy (1975).

K pálené engobované hlíně se vrátil v sériích Golem (1983), Exodus (1996) a instalaci pro keramické sympozium Klenová roku 2012.

#### Kombinované materiály

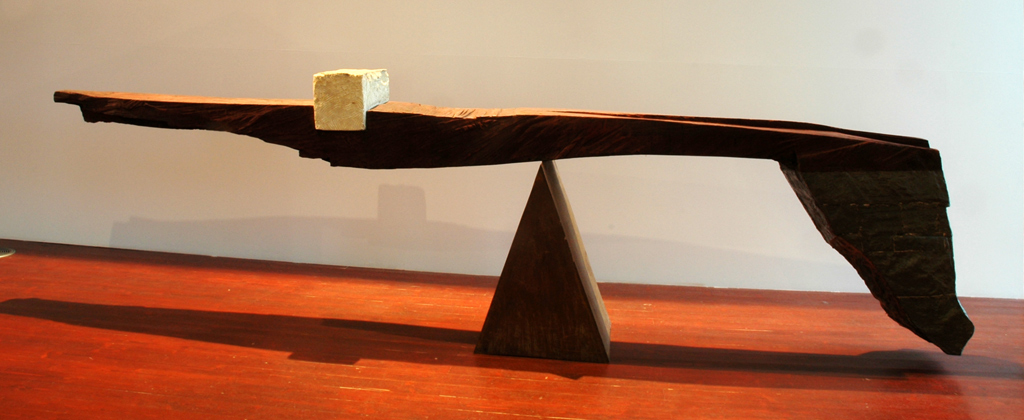
Balance I (1972)

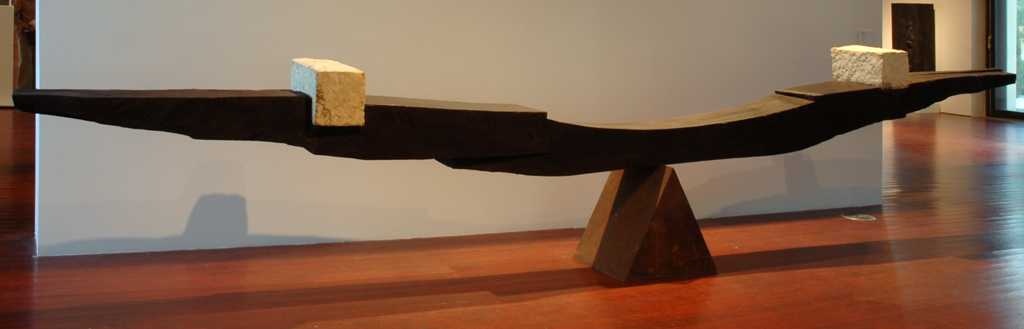
Balance II (1972)

Kontrastní užití více materiálů v Koblasově tvorbě představuje skrytá sdělení a reflexi mezních situací, jako např. v sérii tří rozměrných soch ze dřeva a kamenných zátěží uložených na kovovém břitu s tématem Balance (1972).

Kov a dřevo kombinuje v sochách Velká závislost (1968), Hommage a MM (1974), Agonie (1984), Mr. Liberty (1993). Kombinace dřeva a kamene byla použita v sérii Golem (1981, 1983), dřevo a jiné přírodní materiály v sérii Herci (1975-79), kovové krychle zasazené v kameni (diabas-litina, žula-železo, jako Těžká hlava (1990, 1991). Ke zdůraznění sakrálního významu symbolu používá zlacení (Ležící, 1987, náhrobek J. Valenty, 2004, Andělé, 2010).

#### Reliéfy a architektura

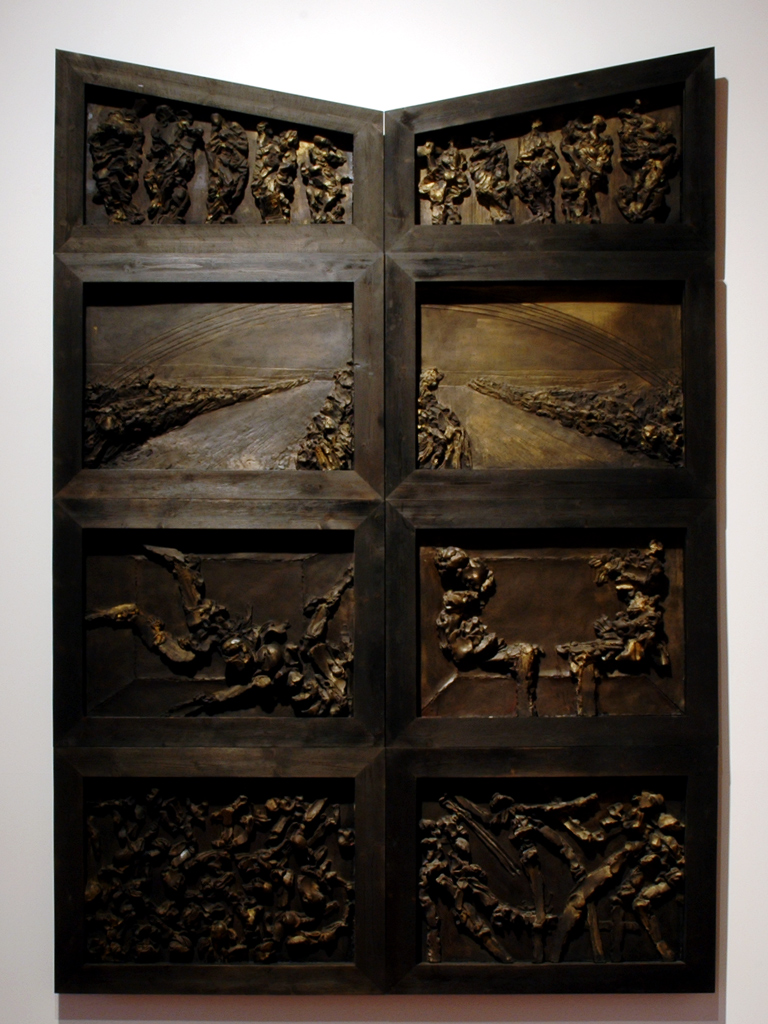
Dveře soudní budovy, Norderstedt (1985)

První reliéfní návrh – vrata s tématem „The family of man“ (1958) vznikl již během studií.

Koblasova schopnost ovládnout i monumentální prostor se uplatnila při návrhu na nový interiér kostela v Jedovnicích (spolu s Mikulášem Medkem, 1963), kde dominuje oltářní obraz Mikuláše Medka a Koblasova asambláž s částí zničených starých oltářů.

Následovala stavba mozaiky pro budovu ČSA v Košicích (1963), zeď z prefabrikovaných elementů v Ostravě (1964) a v roce 1967 první místo v soutěži a zakázka na reliéf pokrývající celou vnitřní čelní stěnu nové budovy letiště v Ruzyni (4,1 x 45 m). Svou zdůrazněnou vertikalitou je reliéf přímým odkazem k dědictví gotiky, citlivá modelace připomíná české radikální baroko.

Roku 1968 vytvořil návrhy reliéfů pro budovu ČSA v Rabatu a velvyslanectví v Brasilii.

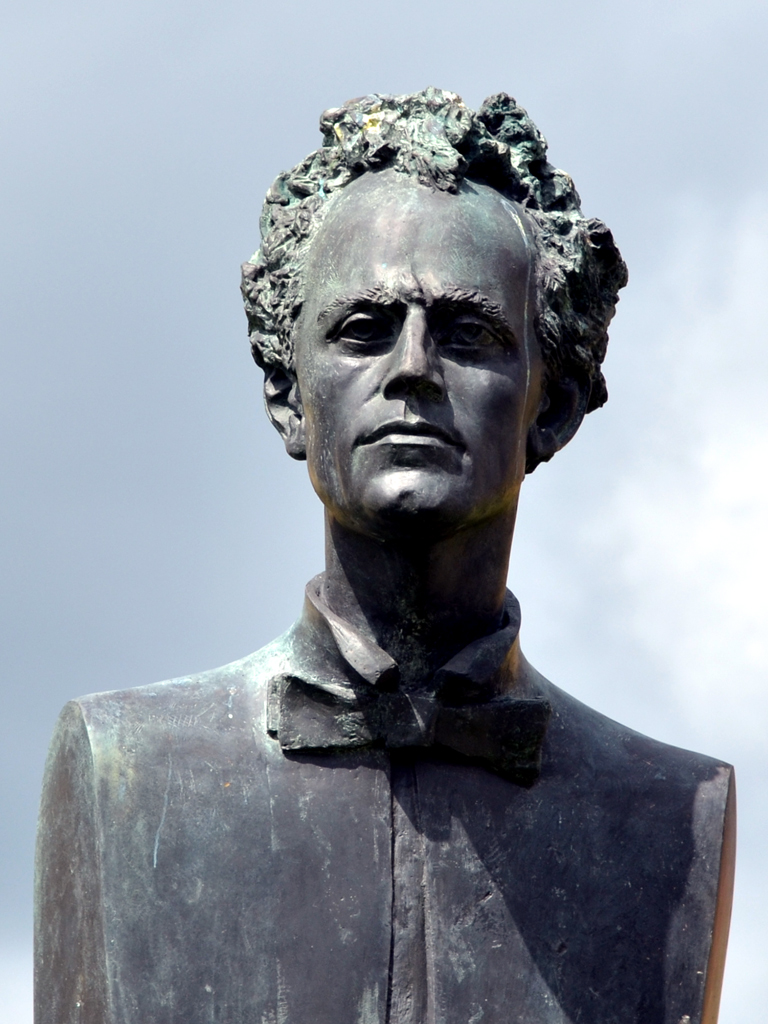
Gustav Mahler (detail)

Později v Německu dostal JK příležitost realizovat reliéf Moře pro Pracovní úřad v Kielu (1971), reliéfní vstupní dveře a sloupy pro soudní budovu v Norderstedtu (1985), skupinu betonových soch Tanec a koncepci atria poštovního úřadu se sochami ve Flensburgu (1983, 1985) velké plastiky Ukřižovaný (Dietrichsdorf, 1981), oltář, kříž a okna v Lübecku (1991) a rozměrný kříž z glazované keramiky (5x5 m) v Neumünsteru (1997).

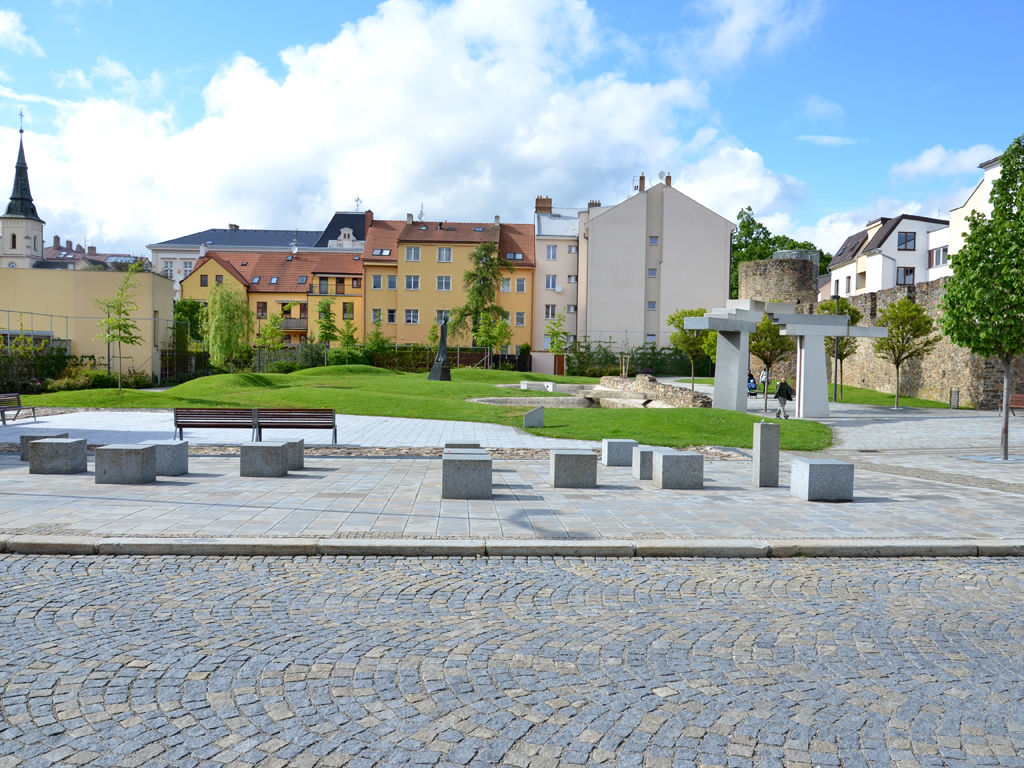
Park Gustava Mahlera, Jihlava

V roce 1976 připravil spolu s architekty projekt nového hřbitova v Brémách, roku 2000 novou kapli v Bílce (s arch. Ivanem Noskem) a v letech 2004 až 2010 sochy a celkovou koncepci Mahlerova parku v Jihlavě.

V Německu Prorok Jesaja, Königstraße, Hamburk, 2013 (spolupráce Sonia Jakuschewa), Dva rajští ptáci, hřbitov Blankenese, Hamburk, 2013.

#### Pomníky a sochy věnované přátelům a rodičům
- 1965 Přestárlý komik (otci)
- 1968 Requiem (Hommage á Antonín Tomalík)
- 1973 Herec - ďábelský trylek (otci)
- 1974/75 Trakař (Hommage á Mikuláš Medek)
- 1976 Sleep my Prince (Hommage á František Muzika)
- 1991 Rozhovor-Adieu (Jiřímu Valentovi)
- 1991/92 Mrtvá matka (obrácená pieta)
- 2001 Náhrobek Ivanu Divišovi, Břevnov, Praha
- 2004 Náhrobek Jiřího Valenty, Břevnov,
- 2004 Náhrobek Milana Kymličky

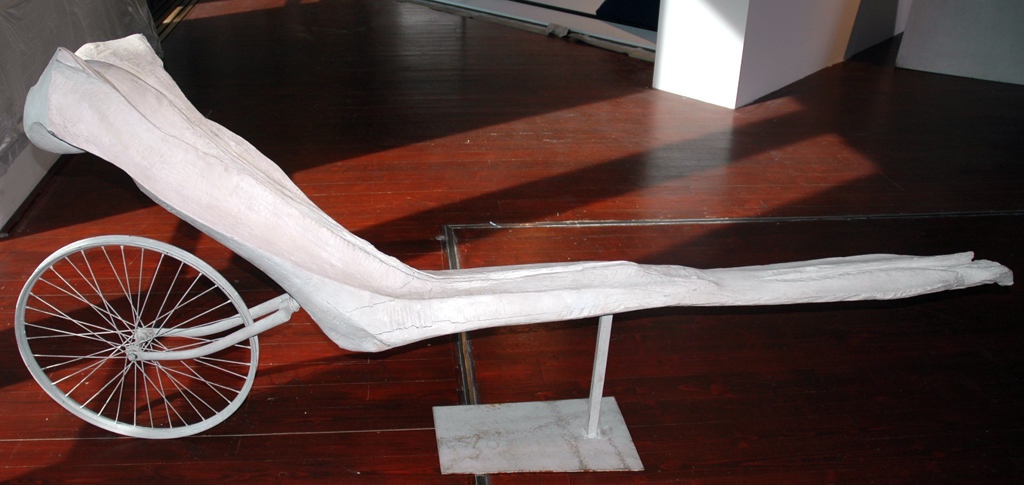
Hommage á Mikuláš Medek (1974-75)
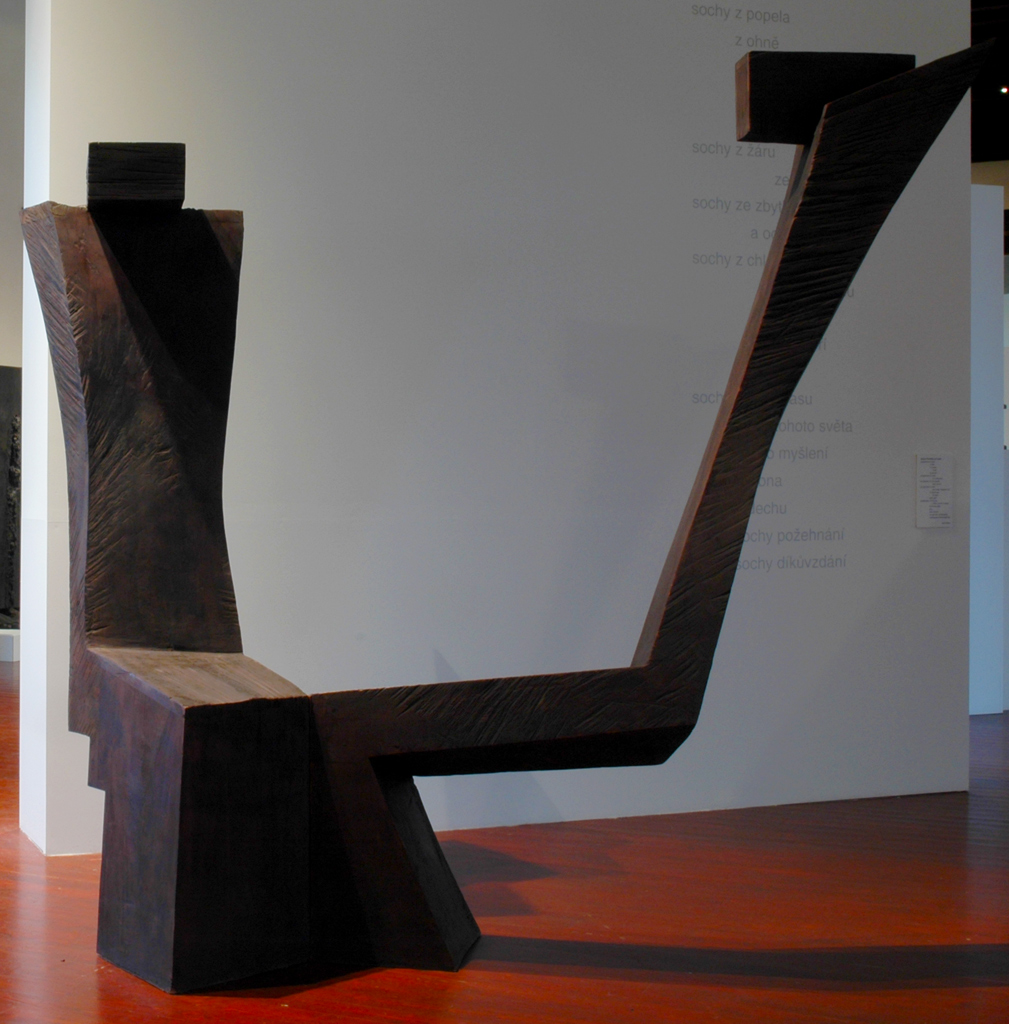
Rozhovor - Adieu (J. Valentovi) (1991)
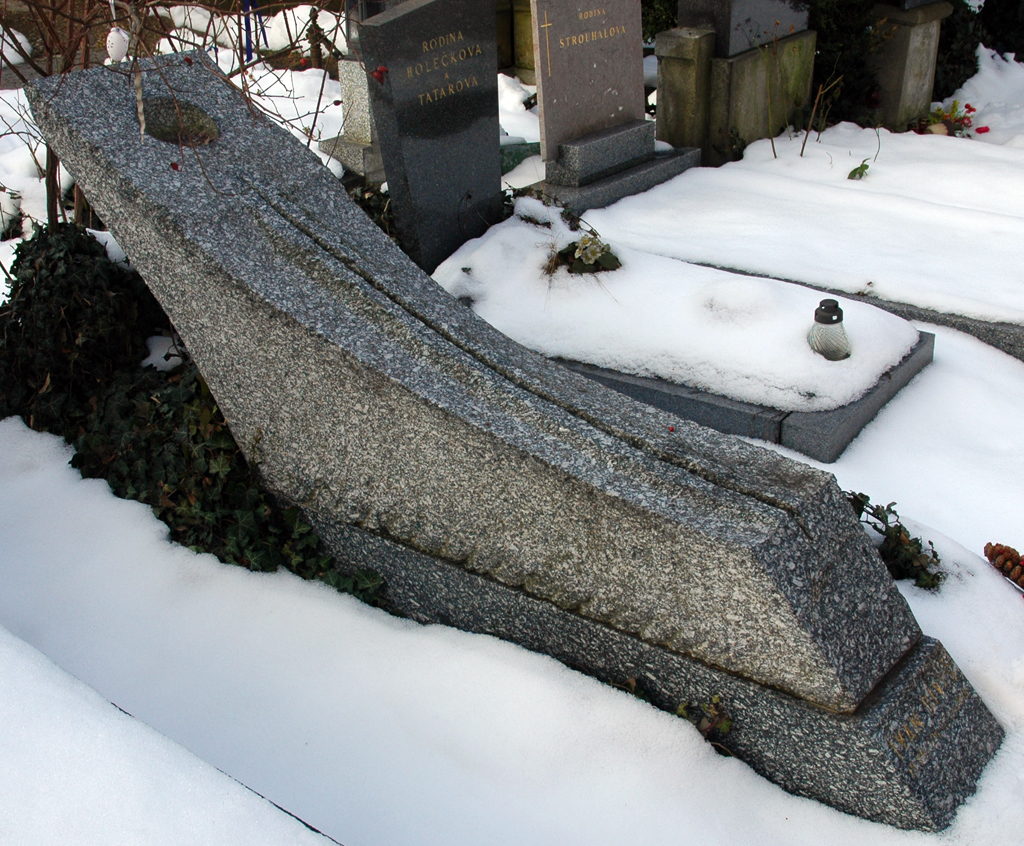
náhrobek Ivanu Divišovi (2001), Praha

### Kresby, grafika, koláže
Pánský klub Koblasa, Nepraš, Dlouhý (pozdější Šmidrové) si v kresbách vypěstoval zvláštní poetiku, kde se humor mísil s absurdní realitou (Pohřeb clowna). Z pozdějších Koblasových kreseb se prvek humoru vytratil (Damoklův meč 1958, kresby k Apokalypse, 1965). Některé geometrizované figury (Dian na lovu, Ležící žena) byly zároveň převáděny do trojrozměrné dimenze (dráty, sádra) a barveny.

První grafické listy jsou dřevořezy (Uvázaný pes, 1956) a suché jehly (do roku 1958). S přechodem k abstrakci vzniká nejprve série tašistických monotypů (Abel a Kain, Labyrint světa, 1958), později několik sérii informelních grafik jako čárové lepty, někdy kombinované s akvatintou (Základy geometrie, 1959, Základy zeměměření, 1961). Podle přípravných kreseb tiskl v letech 1966/68 23 listů na téma Apokalypsa (lept s akvatintou), později kresby a serigrafie Staré ženy (1969). Litografie Jonáš a velryba vznikly roku 1969 ve Florencii.

Figurální motivy pokračují v cyklech Hlavy (1969/74, 1980) a zejména v rozsáhlých cyklech leptů (Sabat, Čarodejnice, Intimita, Malé a Velké Pašije, aj.) a serigrafií (Plazit jazyk, Totentanz) z roku 1972.

Koblasa se ke grafice vrací v tématech, která nelze zpracovat sochařsky (Nářek, 1976, Jogging, 1978, One, Two, Fly, 1986), ale i paralelně se sochařskou tvorbou (Hory, 1974/80, Pieta, 1980).
Během pobytu ve Vence (1975) maluje dvě stě tušových kreseb. Soubory barevných kreseb Kocovina. Zvěstování a Zápas s andělem jsou z roku 1977.

Za pobytů v USA vznikly kresby s tématem Král Ubu a rozsáhlý cyklus kombinovaných technik The making of Americans (Hommage á Gertrude Stein, 1978) a Jeremiášova proroctví (1979). Textové znaky se znovu objevují v sérii kreseb Deníky (1999/2000). V 80. letech maloval soubor barevných kreseb nazvaný Cherchez la femme (1987-88).

Roku 1989 vznikl monumentální čtyřdílný barevný lept Poslední večeře (64x198 cm), roku 1995, současně s bronzovými plastikami, barevné lepty Andělé.

Samostatnou součástí grafického díla jsou ilustrace (Máj, 1995, Gilgameš, 2002, Ze života básníka, 2007, Shakespearovy sonety, 2008).

Soubor figurálních koláží Panatomie z trhaných kreseb na papíře vznikl roku 1963, koláže kombinované s kresbou Melancholie-Shit in the head roku 1992.

Od konce roku 2003 se Jan Koblasa zabýval také počítačovou grafikou.

### Malba

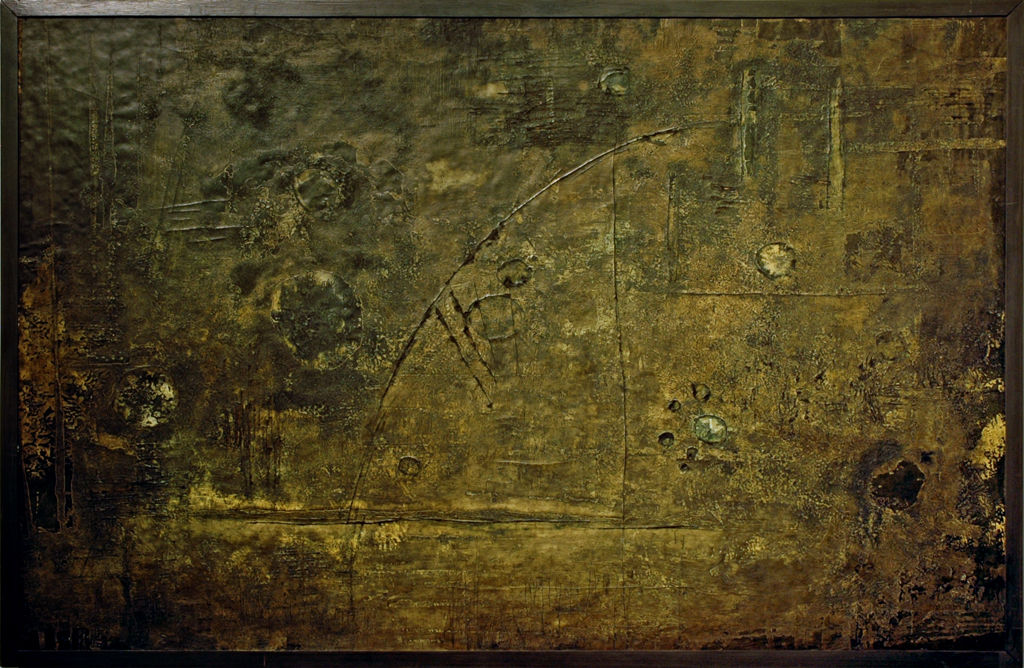
Noli tangere circulos meos III (1960)

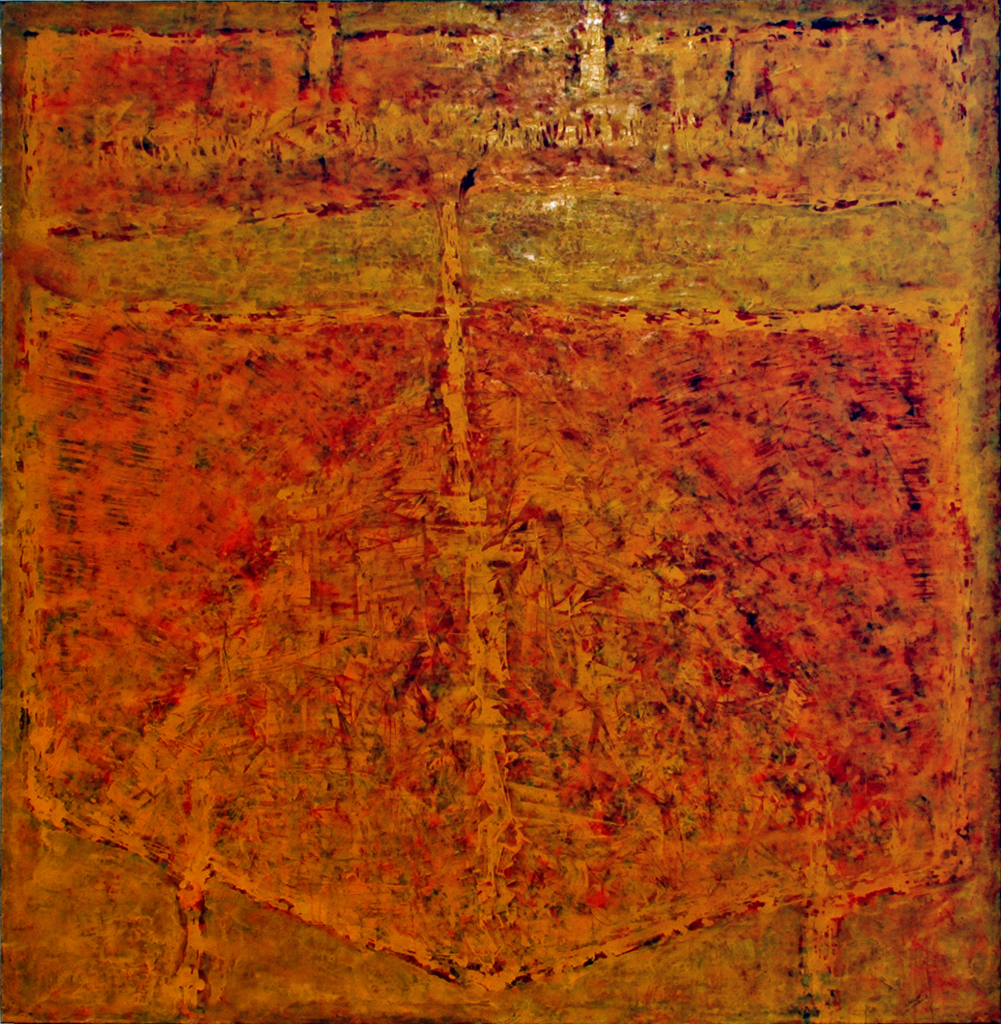
Ryšavý mužíček (1960)

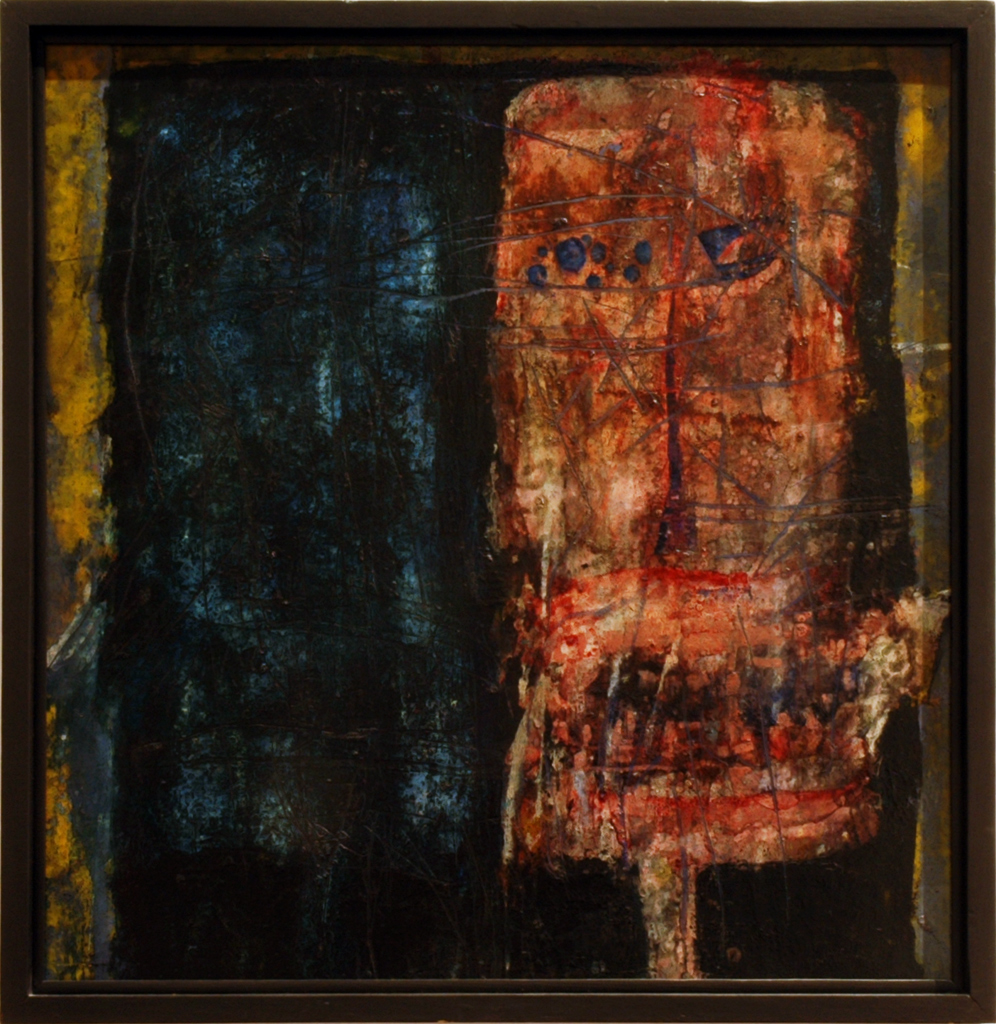
Falešný sopranista (1965)

Po získání ateliéru (1958) JK intenzivně maluje (Zahrada rozkoší, 1959, Já a Lolita, 1960) a rychle přechází k abstrakci a strukturální malbě s tématem oběti (Mrtvý muž, 1960, Veroničina rouška, 1961) a existenciální úzkosti (Noli tangere circulos meos, 1960, Finis terrae, 1961 Co je dole je i nahoře, 1961). Tento cyklus abstraktní malby ukončují rozměrná plátna nazvaná Transcendence (1961).

V polovině šedesátých let se v Koblasově malbě objevuje stylizovaná figurace v obrazech reflektujících nejčastěji privátní téma (Citový život, 1965).

V emigraci se vrací k malbě až koncem 70. let v období osobní krize a při nemožnosti pracovat v sochařském ateliéru (Tanec, Padlí andělé, 1977, Mein Schatz hat grün so gern, 1980).
Koblasa experimentuje s výtvarnými technikami a často se v cyklech maleb věnuje tématu Země (Horizonty, 1998) a živlů (Vítr, 2001).

Roku 2008 vznikají obrazy Pohovor s ďáblem, Psi, Králíci.

### Scénografie
- 1964 Konec Masopustu (masky), Josef Topol, r. O. Krejča, Národní divadlo
- 1965 Maškary z Ostende (masky), Michel de Ghelderode, r. O. Krejča, premiéra Divadla za branou, Praha
- 1969 Lorenzaccio (200 kostýmů a masek, rekvizity), Alfred de Musset, r. O. Krejča, Divadlo za branou, Praha
- 1970 Antigona, Král Oidipus (masky, kostýmy), Sofokles, r. O. Krejča, Divadlo za branou, Praha
- 1971 Faust (masky, kostýmy), Johann Wolfgang von Goethe, r. O. Krejča, Rezidenztheater Mnichov (nerealizováno)
- 1971 Scontri generali (masky), r. Giuliano Scabia, Benátky
- 1979 Lorenzaccio (scéna, kostýmy, masky), Alfred de Musset, r. O. Krejča, Avignon
- 1979 Tři sestry, Anton Pavlovič Čechov, r. O. Krejča, Belgie
- 1985 Romeo a Julie, balet Sergeje Prokofjeva (scéna, kostýmy), Kiel (balet Vídeň)
- 1986 Sluneční zpěv – dle sv. Františka, letní scéna Preetz
- 1989 Villon (výprava, kostýmy), r. Jaroslav Gillar, Hamburk
- 1990 Dáma skřítek, (kostýmy), Pedro Calderón de la Barca, r. Jaroslav Gillar

### Libreta
- 1953 Tiché milování (cyklus písní), Jan Bedřich
- 1955 Královy nové šaty (balet), Jan Bedřich
- 1956 Honzovy toulky (dětské sbory), Jan Klusák
- 1956 Panatomický balet
- 1957/58 Wolfgang Borchert: Za dveřmi (libreto opery), Rudolf Komorous
- 1958 Slečna anděl (balet), Rudolf Komorous
- 1958 Lovecké rondeau (balet), Rudolf Komorous

### Spolupráce na filmech
- 1960 Holubice, r. František Vláčil
- 1967 Markéta Lazarová, r. František Vláčil

### Realizace (výběr)

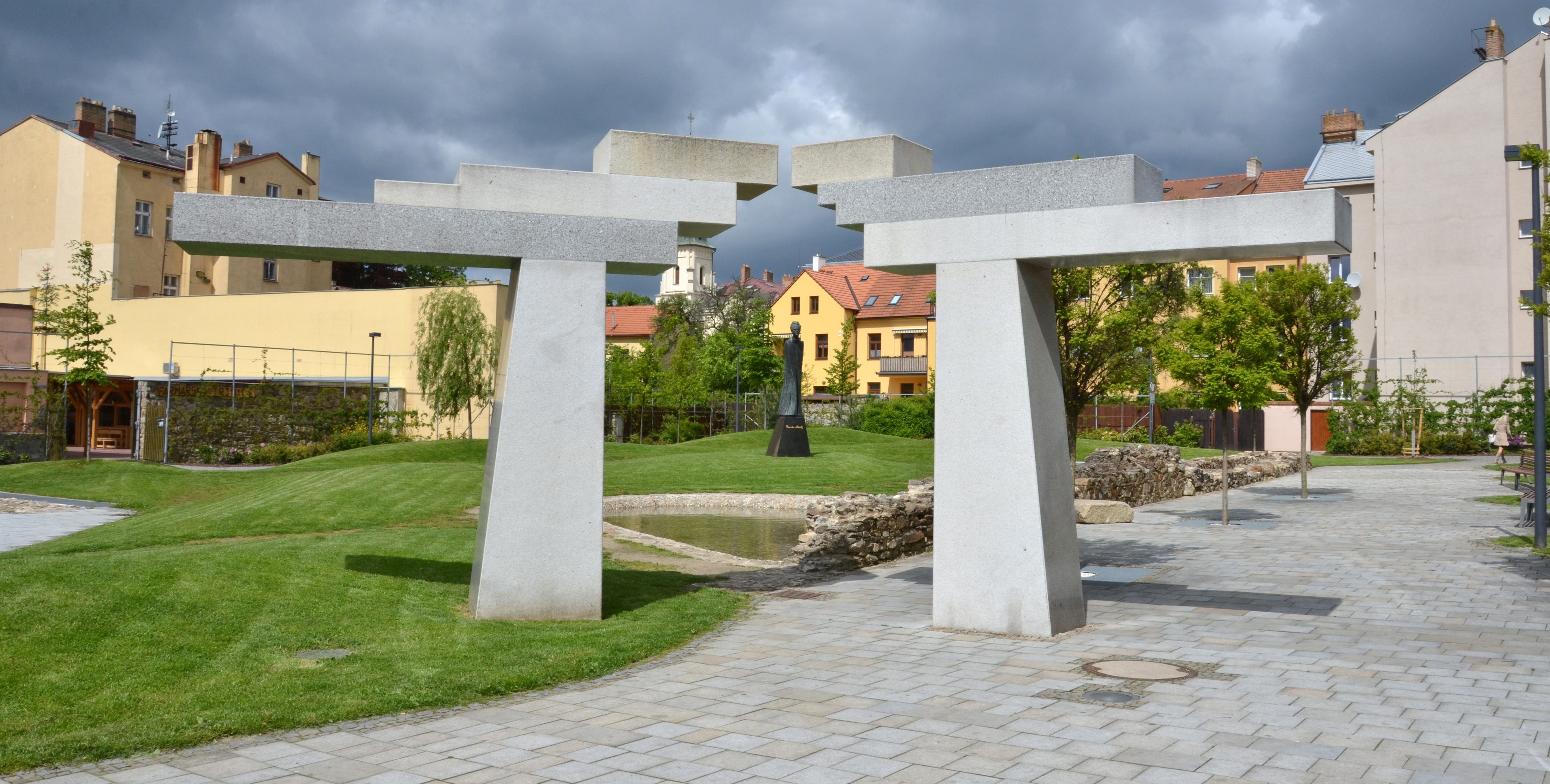
Park Gustava Mahlera, Jihlava

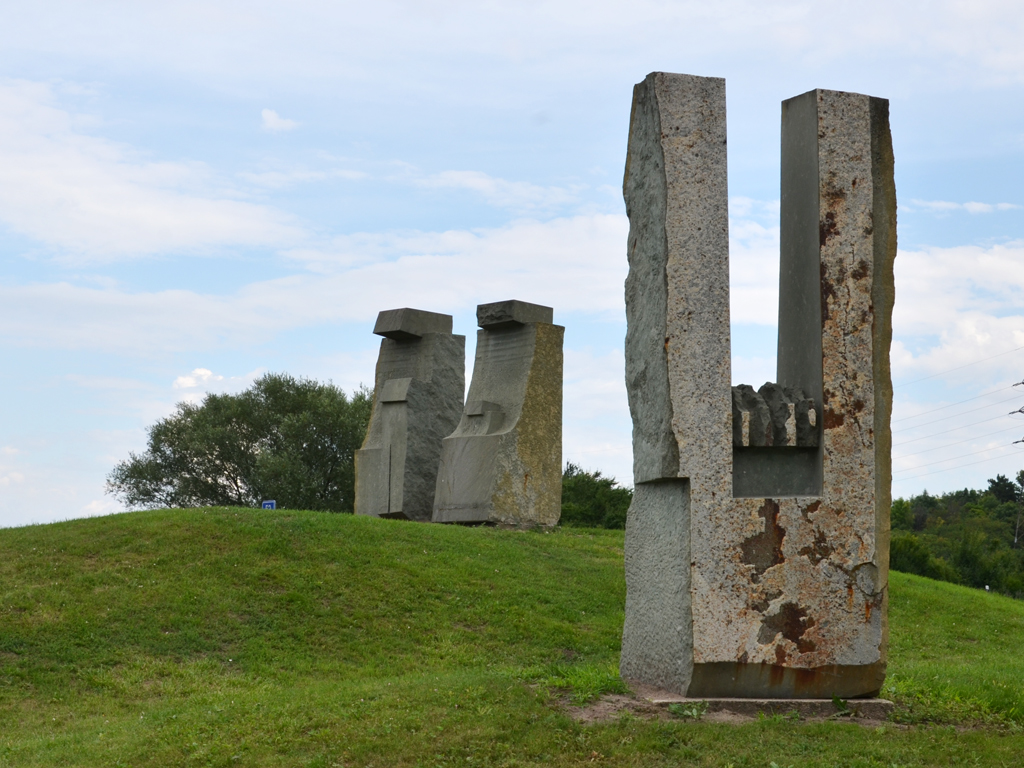
Jan Koblasa, Rodina (1998), Mikulov

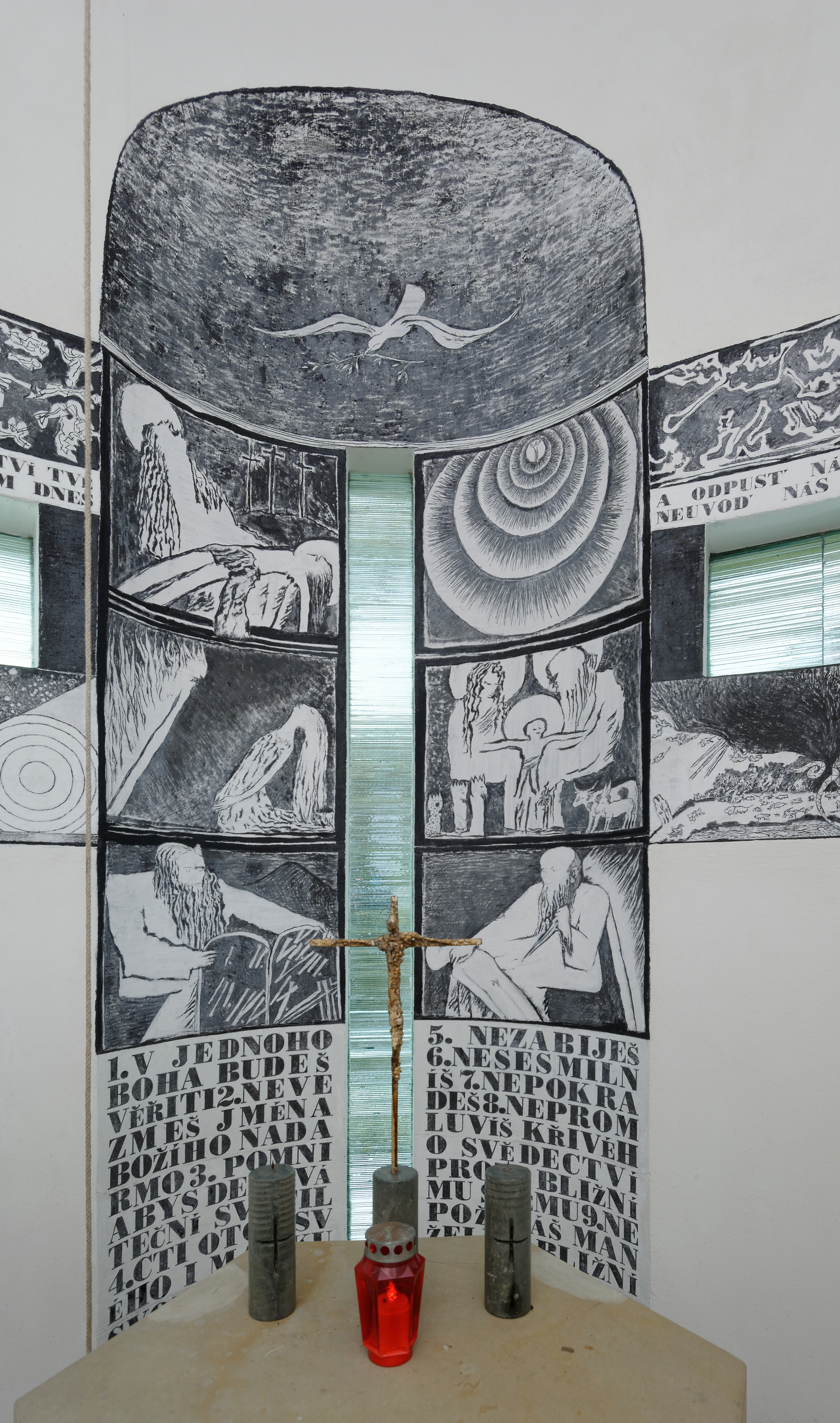
Interiér Kaple sv. Václava v Bílce (2000)

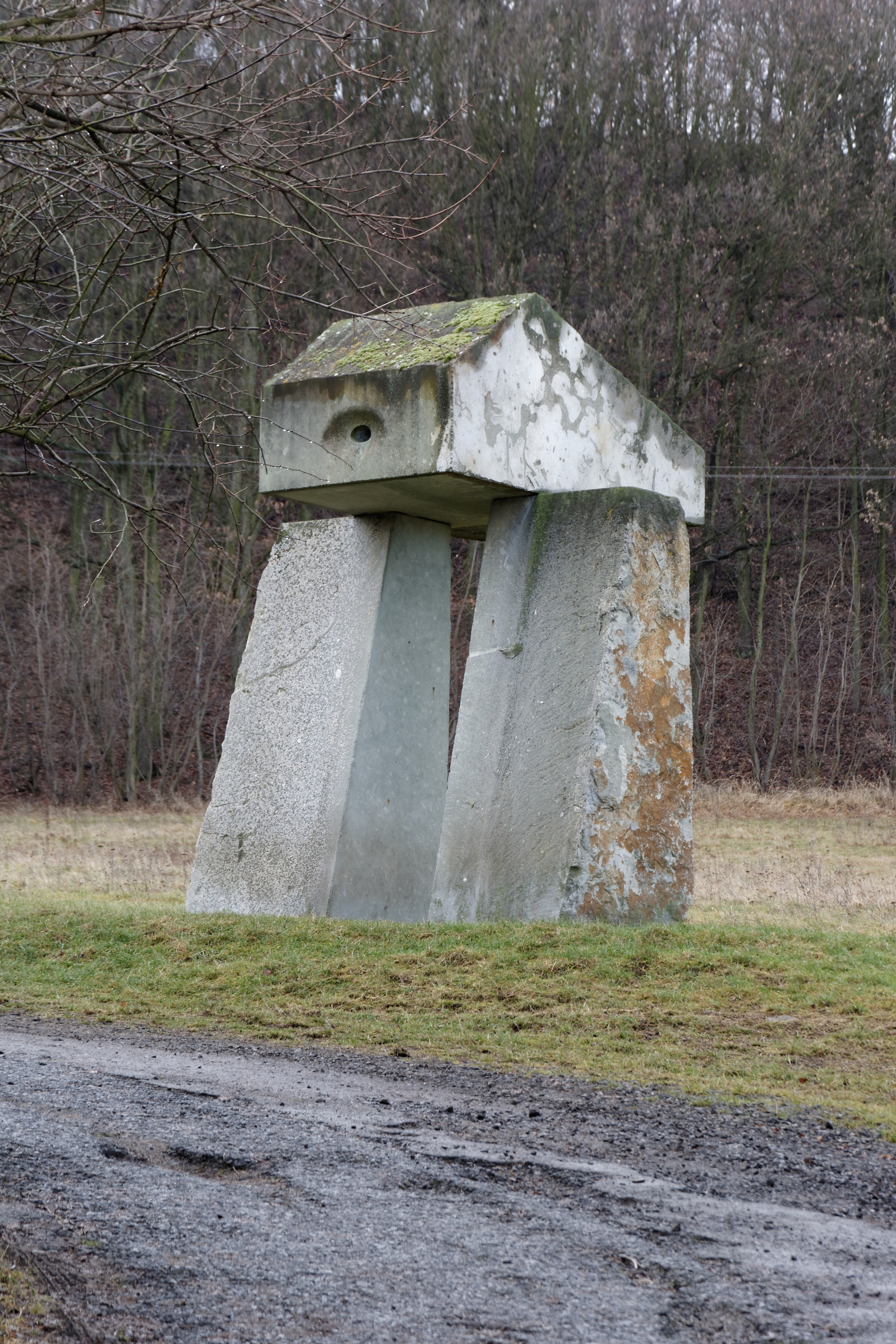
Jan Koblasa: Volání hory (2002), Cesta přátelství, Bílka

- 1963-68 rám oltářního obrazu, svatostánek, svícny, Děkanský kostel svatého Petra a Pavla, Jedovnice. Autorem oltářního obrazu je Mikuláš Medek[12]
- 1963 hala ČSA Košice (reliéf), ČSA Varšava (obraz)
- 1967-68  Brána do prostoru (reliéf), nová hala ČSA Ruzyně
- 1967 hala ČSA Rabat
- 1968-69 Čs. mise při OSN v Ženevě
- 1971 Soused (mosaz), Rathausplatz, Kiel
- 1972 10 reliéfů, divadlo Oldenburg
- 1974 projekt hřbitova, Brémy
- 1976 Buddha (mramor), Kiel
- 1982 Ukřižovaný, (dřevo), kostel P. Gerhardta, Dietrichsdorf
- 1982 Tanečníci, (beton), zahrada gymnasia Flensburg
- 1983 Arabella (mramor), Věže (dolomit), Lübeck
- 1985 Niké (mramor), Elmshorn
- 1986 sochy v atriu poštovního úřadu Flensburg

Niké (mramor), Úřad práce Kiel
Portál a sloupy (bronz), soudní budova Norderstedt
- 1987 křídlový oltář, kostel sv. Vicelina, Norderstedt
- 1988 Krok (4 m, žula), Kiel

Strážce (dolomit), Anröchte
- 1989 Sedm dní (sochy), Sloup života (obelisk), Úřad práce, Kiel

David a Goliáš (diabas), Nemünster
- 1990 Velká oběť (pískovec), Hořice
- 1991 oltář, okna, sochy, obrazy, kaple Univerzitní knihovny, Lübeck
- 1993 Strážce, Hattingen

prospekt varhan (spolupráce Sonia Jakuschewa), Vicelin-Kirche, Norderstedt
- 1995 Krucifix, Ellerau
- 1996 Odysseus a Penelope (dřevo) České Budějovice

Kouzelný vrch, Neumünster
- 1997 oltář, Neumünster

Radegast a Svantovit, Skulpturenpark, Katzow
- 1998 Rodina, Čs. hranice u Mikulova
- 2000 interiér kaple sv. Václava v Bílce (spolupráce Sonia Jakuschewa, arch. Ivan Nosek)
- 2001 náhrobek Ivana Diviše, Břevnovský hřbitov, Praha
- 2002 Volání hory, mezinárodní projekt Cesta přátelství, Bílka
- 2003 Velký divák (slivenecký mramor), Dobřichovice
- 2004 Duch pralesa, Mérida (Venezuela)
- 2005 Svatá rodina, křížová cesta, Kuks
- 2007 Čtyři poslové, Schloss Gottorf
- 2007 Pět úzkých bran života, Forchheim (k miléniu biskupství Bamberk)
- 2010 Park a socha Gustava Mahlera v Jihlavě
- 2013 Prorok Jesaja, Hamburk, Königstraße (spolupráce Sonia Jakuschewa)
- 2013 Dva rajští ptáci, hřbitov Blankenese, Hamburk

### Autor knih
- Jan Koblasa, Záznamy z let padesátých a šedesátých, 2002, Vetus Via, Brno
- Jan Koblasa, O tom.. (poezie), 2006, 112 s., Nakl. Knihovna J. Drdy, ISBN 80-86937-12-7
- Jan Koblasa, Emigrace (vstávání z mrtvých se živým nedaří), 2011, Ztichlá klika, Praha, ISBN 978-80-903898-7-8
- Jan Koblasa, Konec exilu (cizinec mezi svými), 2014, Jan Placák - Ztichlá klika, Praha, ISBN 978-80-904641-6-2

### Zastoupení ve sbírkách
- Národní galerie v Praze
- Philadelphia Museum of Art
- Museum of Modern Art, Miami
- Stedelijk Museum, Amsterdam
- Hamburger Kunsthalle
- Kunsthalle Kiel
- Kunsthalle Nürnberg
- Museum Bochum
- Landesmuseum Schleswig
- Museum Trondheim
- Museo d'Arte Moderna, Legnano
- Galerie hlavního města Prahy
- České muzeum výtvarných umění, Praha
- Severočeská galerie výtvarného umění v Litoměřicích
- Galerie moderního umění v Roudnici nad Labem
- Západočeská galerie v Plzni
- Muzeum umění Olomouc
- Alšova jihočeská galerie v Hluboké nad Vltavou
- Egon Schiele Art Centrum
- Galerie moderního umění v Hradci Králové
- Galerie výtvarného umění v Ostravě
- Galerie výtvarného umění v Chebu
- Krajská galerie výtvarného umění ve Zlíně
- Krajské muzeum, Teplice
- Oblastní galerie v Liberci
- Oblastní galerie Vysočiny v Jihlavě
- Památník Terezín
- Galerie Ztichlá klika, Praha
- Soukromé sbírky doma i v zahraničí

### Ocenění
- 1958 Cena akademie výtvarných umění v Praze
- 1959 Junge Kunst Vídeň (Wien), Bronzová medaile
- 1971 Mezinárodní Bienále grafiky, Lublaň (Totentanz)
- 1974 Hildesheim
- 2002 státní vyznamenání 1. stupně, Medaile Za zásluhy

### Výstavy, úplná bibliografie, autor textu
- Viz Externí odkazy Informační systém abART: Koblasa Jan[13]

### Účast na skupinových výstavách
- 2017 GENERATION ONE : První generace české postmoderny, Zámecký pivovar Litomyšl, 16. 6. – 6.7. 2017, kurátoři: David Železný a Federico Díaz, pořadatel: BOHEMIAN HERITAGE FUND a Cermak Eisenkraft[14]

### Katalogy (výběr)
- Katalog k výstavě prací Jana Koblasy z let 1958 – 1965, Filsak K a kol., 2+6 s., Galerie Československý spisovatel, Praha
- Jan Koblasa: Skulpturen - Bilder – Zeichnungen, Koblasa J, Leo P, 1966, 36 s., Städtische Kunstgalerie, Bochum
- Jan Koblasa: Apocalypsis, Motte M, 1974, 54 s., Verlag Christoph Dürr, Mnichov
- Jan Koblasa 1966–1976, Jensen J.Ch a kol., 1976, 84 s., Museum Bochum, ISBN 3-8093-0026-8
- Jan Koblasa, Freitag E a kol., 1981, 284 s., Galerie Marianne Hennemann, Bonn, ISBN 3-88482-026-5
- Jan Koblasa: Skulptur 1979 – 1989, Gülzow H a kol., 1989, 128 s., SFL Schleswig
- Jan Koblasa: Arbeiten auf Papier, Klimešová M a kol, 1993, 130 s., něm., Bochum, ISBN 3-8093-0171-X
- Jan Koblasa: Skulpturen, Diviš I a kol., 1994, 207 s., Lübeck
- Jan Koblasa: Apokalypsa, Hlaváčková M, 1997, 27 dvojlistů, GMU v Roudnici nad Labem, ISBN 80-85053-20-9
- Jan Koblasa: Sculptures, Koblasa J, Liška P, 1999, 32 s., J.J. Kyncl, Chicago
- Jan Koblasa: Dialogy s hmotou ..., Seifert A, 2006, 76 s., OGV v Jihlavě, ISBN 80-86250-13-X
- Jan Koblasa: Skulpturen aus sechs Jahrzehnten, Ed: Drees J, 2007, 96 s., Schleswig
- Jan Koblasa. Retrospektiva, Wagner R, 2012, 136 s., Správa Pražského hradu, ISBN 978-80-86161-51-8

### Publikace
- Šmidrové, Kříž J, 1970, 82 s., Obelisk, Praha
- Šmidrové, Ed: Koblasa J, Jirousová V, 2005, 184 s., Fontána, Olomouc, ISBN 80-7336-218-X
- Jan Koblasa, Nešlehová M, 2002, 292 s., Karolinum, Praha, ISBN 80-246-0356-X
- Jan Koblasa Grafika – hlubotisky, Nešlehová M, 2011, 264 str., Karolinum, Praha, ISBN 978-80-246-1811-1
- Jan Koblasa Grafika, Nešlehová M, 2014, 336 s., Karolinum, Praha, ISBN 978-80-246-2521-8
- Jan Koblasa - Monumentální miniatury, (sochy z let 1974 - 2015), 2015, 50 s., Galerie ART Chrudim, www.galerieart.cz, ISBN 978-80-905740-2-1

### Encyklopedie
- Fernand Hazan (ed.), Nouveau dictionnaire de la sculpture moderne, Paris 1970, p. 154
- Encyklopedický slovník, 1253 s., Odeon Praha 1993, ISBN 80-207-0438-8
- Anděla Horová (ed.), Nová encyklopedie českého výtvarného umění (A-M), Academia, nakladatelství Akademie věd České republiky, Praha 1995, ISBN 80-200-0521-8
- Petr Meissner (ed.), Český biografický slovník XX. století (II. díl K-P), 656 s., Nakladatelství Paseka s.r.o., Praha 1999, ISBN 80-7185-246-5
- Zbyšek Malý (ed.), Slovník českých a slovenských výtvarných umělců 1950–2001 (V. Ka – Kom), Výtvarné centrum Chagall, Ostrava 2000, ISBN 80-86171-05-1
- Kdo je kdo (Osobnosti české současnosti), Agentura Kdo je kdo 2005

### Televizní dokumenty
- Německé: 1976, 1982, 1984 1985, 1996 (ZDF, NDR)
- České: 1995, 2000, 2012 (ČT 2), 1998 UJP Olomouc
- Gen (ČT 1), 2002
- Ještě jsem tady (ČT 1, 2006, ČT 2, 2010)
- Návrat (2010)
- Artmix ČT2 (2012)

### Rozhlas
- Osudy, ČRO Vltava, 2012, rozhovory, desetidílný pořad